# Catedral de Sevilla
La Catedral de Santa María de la Sede de Sevilla és la catedral gòtica cristiana més gran del món. El 1987 va ser declarada Patrimoni de la Humanitat per la UNESCO. L'ajuntament de la ciutat l'ha custodiat durant els set segles d'història de la catedral; per fer-ho, manté la litúrgia diària, la celebració de les festivitats del Corpus i de la Immaculada i atén la devoció a la Mare de Déu dels Reis. En aquest temple es troba el cos de Ferran III de Castella, venerat en el catolicisme com a sant Ferran Rei, el patró de la ciutat.
El 2008, una investigadora de la Universitat de Cantàbria, Begoña Alonso Ruiz, va trobar al monestir de Bidaurreta de Oñati (Guipúscoa) el plànol més antic de la catedral. Aquest plànol va aportar importants dades sobre la construcció de l'edifici com, per exemple, la intenció dels primitius dissenyadors d'enderrocar «La Giralda», idea que es va rebutjar.
La construcció de la catedral va començar l'any 1401. Ocupa el solar que va quedar després de la demolició de l'antiga mesquita, l'Aljama de Sevilla. D'aquesta època gòtica data la major part de l'edifici; posteriorment, amb el temps s'hi van afegir annexos, capelles i retaules en els diferents estils que es van succeir.
L'última obra d'importància es va dur a terme l'any 2008 i va consistir en la substitució de 576 carreus que formaven un dels grans pilars que sustenten el temple per nous blocs de pedra de característiques similars però amb major resistència. Aquest difícil treball va ser possible gràcies a l'ús de nous sistemes tecnològics que van demostrar que l'edifici patia diàriament unes oscil·lacions de mesura de 2 cm a conseqüència de la dilatació dels materials de construcció.

## Fases de construcció

### Almohade (1172-1248)

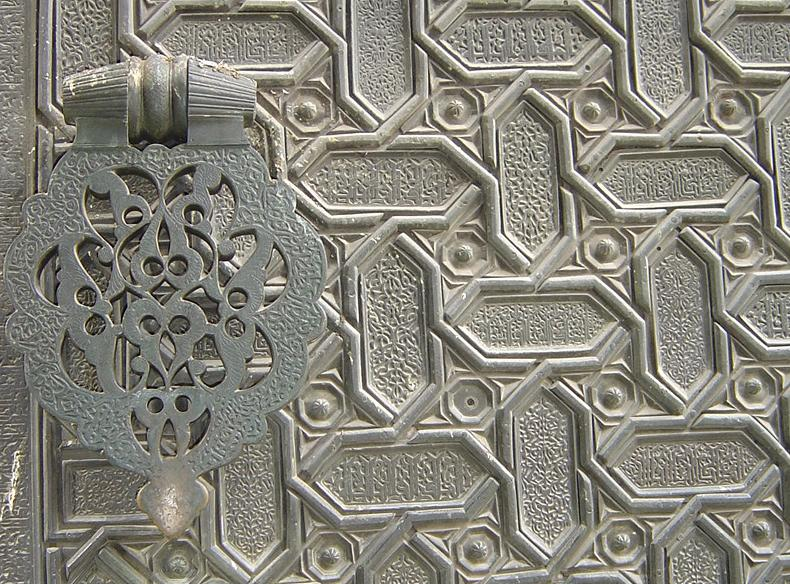
Detall de l'antiga porta almohade que donava accés a la mesquita del.

Durant l'administració musulmana el califa almohade Abu-Yaqub Yússuf va ordenar la construcció d'una gran mesquita a Sevilla, als terrenys que actualment ocupa la catedral. Els treballs es van realitzar des de l'abril de 1172 fins al març de 1198. Tot i així, es va inaugurar el 30 d'abril de 1182.
La direcció de les obres va ser encarregada al prestigiós arquitecte d'origen andalusí Ahmad Ben Baso, el mateix que va edificar els palaus de la Buhayra a Sevilla. Va construir un bonic edifici de planta rectangular de 113 x 135 metres, amb una superfície de més 15.000 metres quadrats. L'edifici posseïa disset naus adornades amb arcs de ferradura i un ampli pati que encara es conserva amb el nom de Pati dels Tarongers. L'actual porta del Perdó era l'accés al recinte.

### Mudèjar (1248-1401)
El 23 de novembre de 1248, després de la conquesta de la ciutat per part de les tropes cristianes, la mesquita més gran va passar a ser la catedral de l'arxidiòcesi; va haver-hi petits canvis, com l'afegitó d'una capella reial on es van enterrar diferents monarques i familiars, entre ells Alfons el Savi, Ferran III i Beatriu de Suàbia. Aquesta etapa, que correspon a l'ús cristià d'un edifici musulmà, va vèncer cap al final del segle xiv quan, amb el pretext de l'estat ruïnós de l'antiga mesquita, es va pensar a tirar-la a terra per construir una catedral d'acord amb les formes cristianes.

### Gòtica (1401-1528)
El 8 de juliol del 1401, el capítol de la catedral va decidir construir un nou temple, ja que l'antiga mesquita almohade es trobava en mal estat a conseqüència del terratrèmol esdevingut l'any 1356 que va afectar l'edifici greument. Segons la tradició oral sevillana la decisió dels canonges hauria estat:
| « | Fem una Església tan bonica i tan grandiosa que els que la veiessin llaurada ens tinguin per bojos. | » |

 I segons l'acta capitular d'aquell dia, la nova obra havia d'ésser: 
| « | ...una i tan bona, que no n'hi hagi una altra igual. | » |

 Els treballs van començar el 1402 i en aquesta fase es van allargar fins a l'any 1506.
Es creu que el projecte inicial de l'obra es va deure al mestre Alonso Martínez. El 1439, el mestre francès Carles Galtés de Ruan se'n va fer càrrec amb un salari de mil morabatins anuals, i es creu que hi va estar fins a la seva mort, cap al 1448. Entre 1498 i 1512, Alonso Rodríguez va exercir el càrrec de «mestre major». El resultat final va ser un temple gòtic grandiós, de dimensions superlatives, molt auster i rigorós, construït en un temps relativament curt i que es va consagrar el 1507, tot i que hi havia algunes obres encara per acabar, sense que s'introduïssin canvis significatius en el projecte original.
Quatre anys més tard, el 28 de desembre de 1511, va fallar un dels enormes pilars de la catedral i es va produir un esfondrament que va afectar la volta central que cobria el creuer, a causa del pes excessiu de l'estructura. Alonso Rodríguez va ser destituït i després d'un estudi acurat de les possibles solucions, l'arquitecte Juan Gil de Hontañón, seguint el marc estilístic inicial, va dissenyar una nova cúpula que es va completar l'any 1519. El cimbori també es va desplomar 370 anys més tard, l'1 d'agost de 1888. Se'n va realitzar una rèplica sota la direcció de l'arquitecte Joaquin Fernández, que és tal com se'l pot veure en l'actualitat.

### Renaixentista (1528-1593)

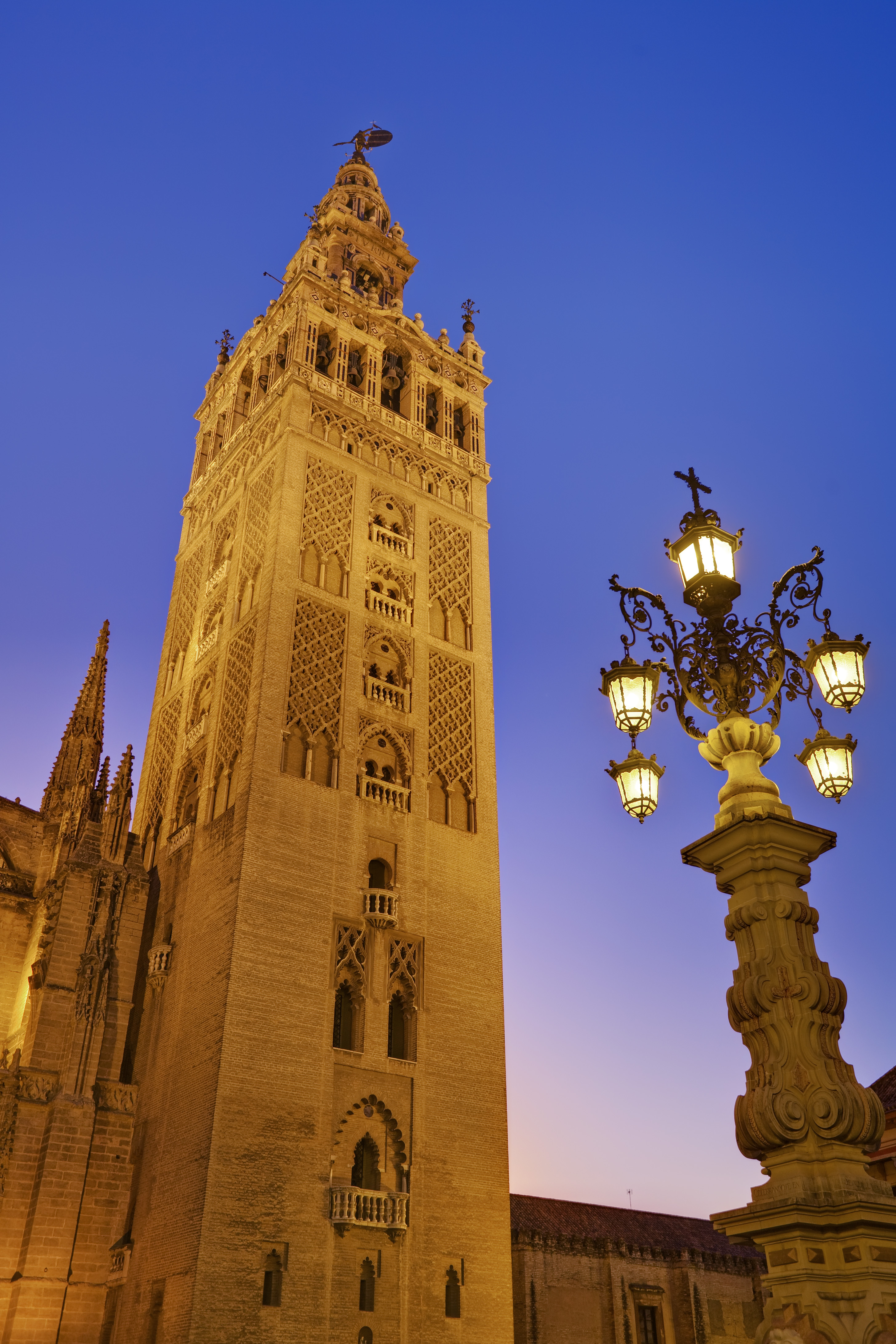
La Giralda de la catedral de Sevilla

Aquest període correspon al que es va iniciar l'any 1528, data en què es van construir una sèrie de dependències annexes al temple gòtic, com la Sagristia Major, la Sala Capitular i la Capella Reial, i es van acabar d'altres espais, com la Sagristia dels Calzes i les Capelles dels Alabastres. En aquestes obres van intervenir els arquitectes Diego de Riaño, Martín de Gainza i Asensio de Maeda. També durant aquesta etapa, Hernán Ruiz va edificar l'últim cos de la Giralda. La catedral i les seves dependències van quedar acabades el 1593.

### Barroca (1618-1758)
En aquest període, sota la direcció de Miguel de Zumárraga, es va construir l'Església del Sagrari (1618-1663). Es tracta, de fet, d'una església independent de la catedral, encara que es troba annexa a la mateixa i es comunica amb ella. Una sèrie de petits agregats van acompanyar aquesta església, i van ser construïts a la part de ponent, i realitzats en el mateix estil.

### Acadèmica (1758-1823)
Les obres neoclàssiques van ser realitzades a partir de la mateixa cultura local, però també per imposició de l'acadèmia madrilenya. Sobretot cal destacar, a més d'uns mobles interessants, el «muro», un conjunt de les dependències de l'angle sud-oest de l'edifici. Aleshores, acabada la gran illa, es va iniciar, de manera precoç, el procés que va conduir a l'actual «monumentalització» de l'edifici, iniciada entre 1762 i 1797 amb l'eliminació dels edificis que l'unien a la masia immediata. Els arquitectes van ser Manuel Núñez i Fernando de Rosales.

### Neogòtica (1825-1928)
El 1825 va començar un procés dedicat a la reparació de les obres gòtiques ja deteriorades i a l'acabament de les parts que havien quedat inconcluses en les etapes anteriors d'acord amb el pla gòtic inicial; aquesta fase no es va concloure fins a l'any 1928. A partir de la primera dècada del segle xx, les obres han continuat sent restauracions, gairebé sempre com una «neteja estilística», que persegueix la separació i la purificació dels estils. El mateix Fernando de Rosales va iniciar aquesta etapa i la va finalitzar Javier de Luque. Les portes de la Concepció i de Sant Cristòfol van ser acabades per Adolfo Fernández Casanova l'any 1895 i el 1917 respectivament, que ho feu tot donant continuat el projecte de l'arquitecte Demetrio de los Ríos de l'any 1866.

## Giralda

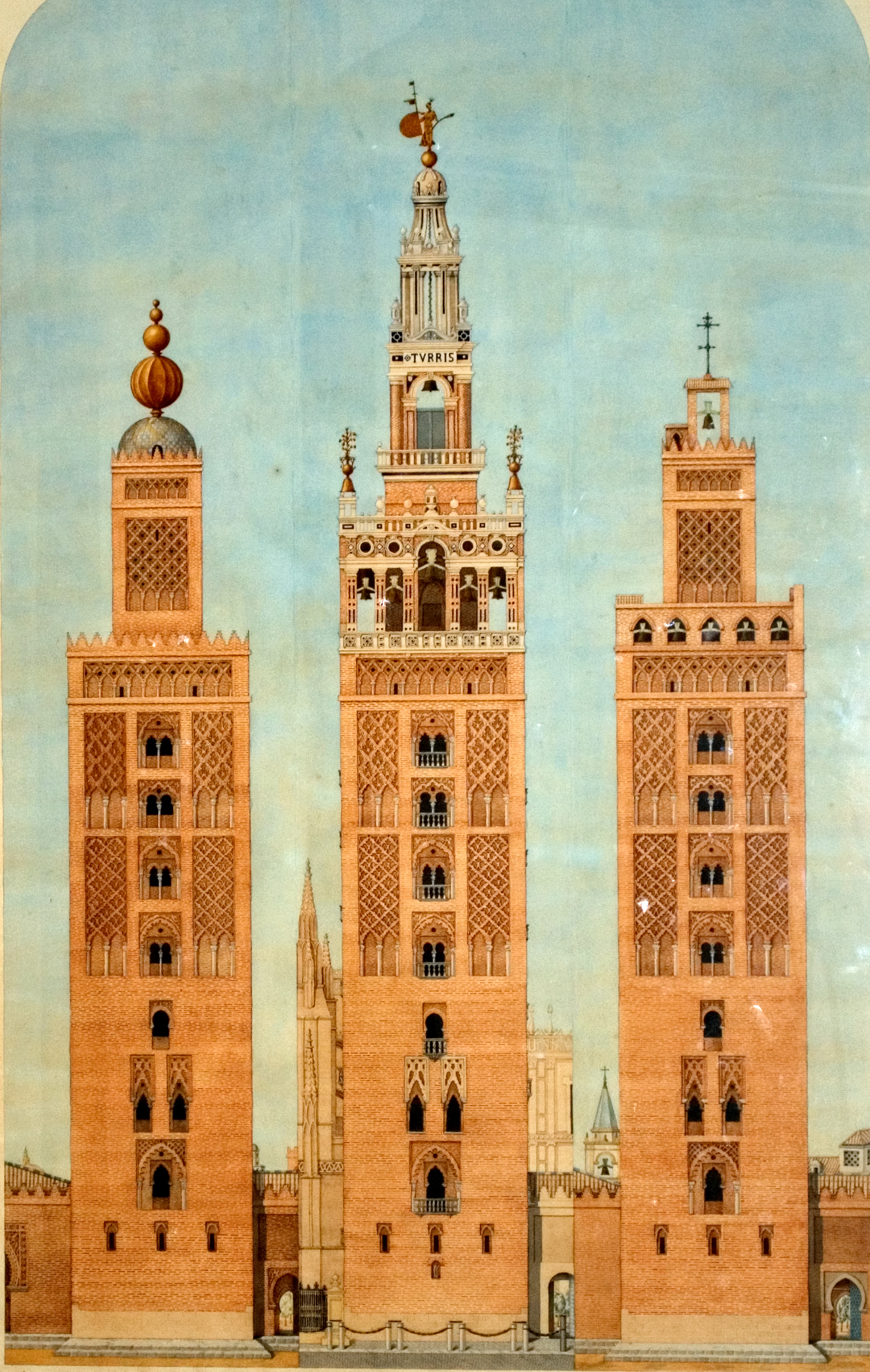
Làmina d'Alexandre Guichot que mostra tres estats de la Giralda: a l'esquerra, la primitiva torre almohade; a la dreta, una fase intermèdia; i al centre, la torre tal com es coneix avui, amb el coronament renaixentista del campanar.

La Giralda, malgrat que és un edifici separat, serveix de torre i de campanar de la catedral de Sevilla. És Patrimoni de la Humanitat des del 1987, i no només destaca per la ubicació i pel vessant històric, sinó també la funció que va tenir al llarg dels segles i el significat dins del barri vell de la ciutat. La base quadrada se situa 7,12 metres sobre el nivell de la mar, tenint 13,61 metres de costat i una alçada de 104,06 metres. Va ser construïda a semblança del minaret de la mesquita Kutubia de Marràqueix (Marroc), encara que l'acabament superior i el campanar que eleva i n'estilitza l'estructura, és renaixentista. La factura arquitectònica és la musulmana i la cristiana, l'almohade composta per dos prismes de planta quadrada una dintre de l'altre i entre els quals s'inicia la rampa de pujada al cos més alt, existeixen al nucli central diverses dependències una damunt una altra i amb entrada des d'aquesta rampa. Un fris superior d'arcs encreuats perfa l'obra del segle xii. Més tard es va afegir el cos del campanar entre 1558 i 1568 i l'estàtua de la Fe per mandat de l'arquebisbe de Sevilla Fernando Valdés.
Les obres de construcció del minaret de la mesquita es van iniciar l'any 1184 sota la direcció de l'arquitecte Ahmad Ben Baso. Les obres van tenir un caràcter intermitent, fins que va rebre el 1195 l'impuls definitiu amb motiu de la batalla d'Alarcos, que acabà amb la victòria àrab sobre les forces castellanes, celebrada el dia 19 de juliol de l'any 1195; el califa era Abu Yaqub Yússuf. El minaret tenia una alçada de 82 metres, i va ser l'edifici més alt d'Europa en el seu temps. Segons compta el cronista Ibn Sahib al-Salá, les obres es van concloure el 10 de març de 1198, amb la col·locació de quatre boles de bronze daurat com a coronament superior de la torre.
A propòsit d'un terratrèmol succeït el 1365 es va perdre l'antiga esfera original de coure que coronava la torre, que va ser substituïda per un senzill minaret. Posteriorment, al segle xvi, es va afegir el cos de campanes que realitzà l'arquitecte Hernán Ruiz que, a més a més, també va rebre l'encàrrec del capítol catedralici perquè el nou cos tingués un «coronament final en forma d'estàtua que representés la Fe». L'estàtua va ser instal·lada el 1568. La paraula giralda prové de girar i significa «banderola de torre que té figura humana o d'animal». Amb el pas del temps, aquest nom va passar a denominar la torre en el seu conjunt, i la figura que la corona va rebre el nom de «Giraldillo».

## El Pati dels Tarongers

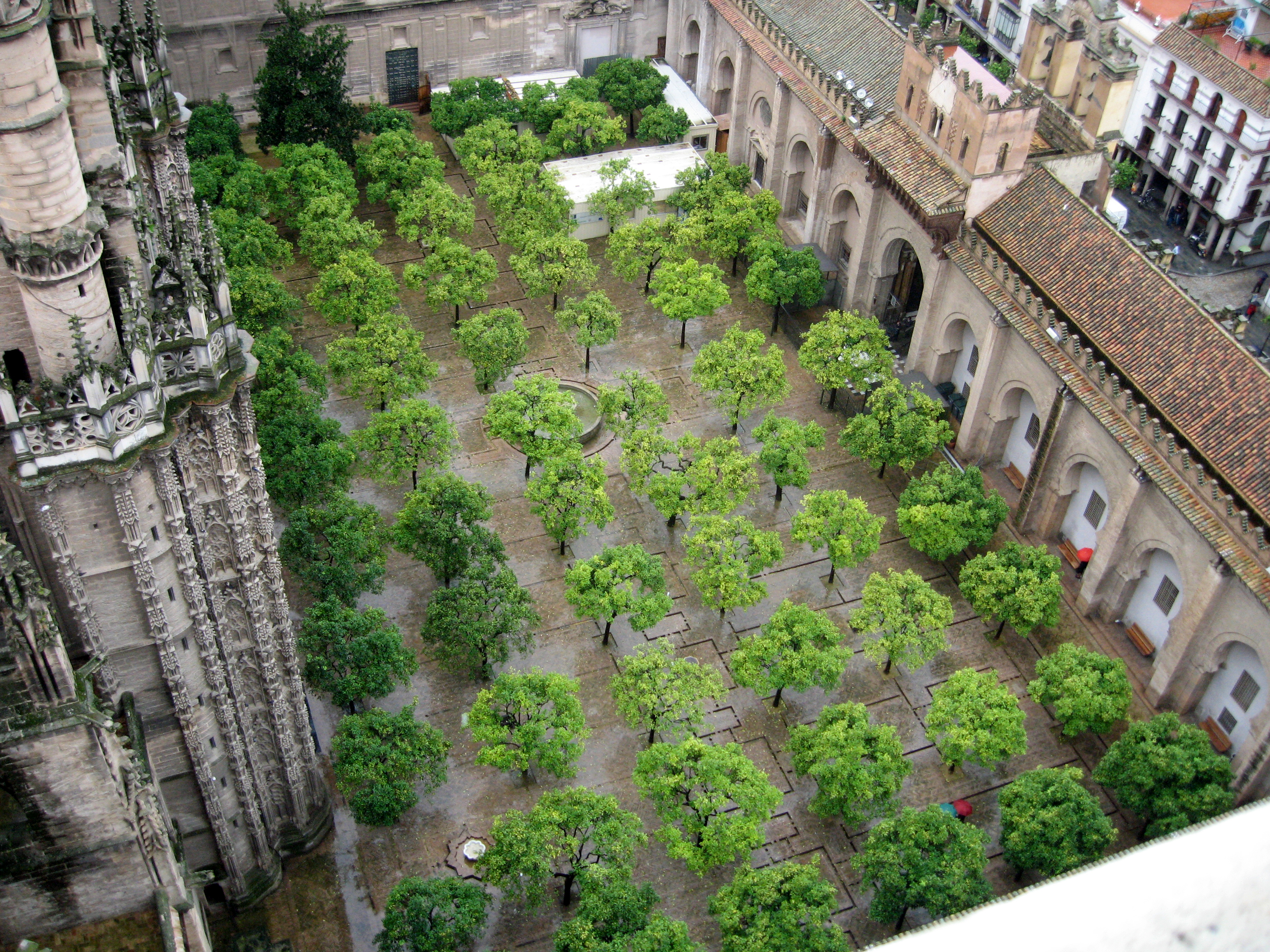
Pati dels Tarongers (costat de llevant), es poden veure els arcs de l'antiga mesquita i al centre l'actual Porta del Perdó.

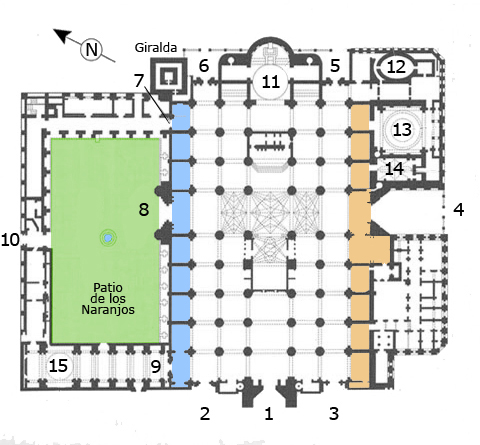

El Pati dels Tarongers és un espai a manera de jardí interior de la catedral. Antigament, era el pati d'ablucions de la mesquita almohade.
Té una forma rectangular de 43 per 81 metres. Originalment, els costats menors estaven constituïts per set arcs bessons i els costats grans comptaven amb tretze arcs, formant dues tandes de sis arcs amb un gran arc central. Aquests arcs centrals es corresponen amb l'entrada principal al recinte que encara existeix amb el nom de la Porta del Perdó i l'accés a la Sala de Pregària de la mesquita, on avui s'aixeca la Porta de la Concepció.
Les obres del pati van començar el 1172, i foren acabades el 1186. A partir d'aquesta data, es van desenvolupar les activitats típiques dels patis d'ablucions musulmans (sahn). Després de la conquesta de Sevilla de l'any 1248, el pati es va utilitzar per a diverses activitats, com a cementiri i, fins al 1432, per a la celebració de les fires anuals de la ciutat.
En l'actualitat, el Pati dels Tarongers és un dels annexos més importants de la catedral de Sevilla, i hi està totalment integrat. Al llarg dels segles ha sofert diverses modificacions significatives com la del 1618, quan es va enderrocar l'ala oest per construir l'església del Sagrari. A partir del segle xv va perdre a poc a poc la connotació d'espai de culte, i avui és un recinte sense activitats religioses.
Des del carrer, s'accedeix al pati a través de la porta del Perdó, que a l'exterior presenta una decoració de guixeries renaixentistes. Les fulles de la porta, de fusta revestida de bronze, estan decorades amb llaceries; en sobresurten les dues baldes de bronze fos i cisellades. És una obra almohade important que pertany al segle xii. En el centre del pati hi ha una font amb una tassa superior que és visigoda.

## Església del Sagrari
L'església del Sagrari és un temple integrat a la catedral. Es va començar a construir el 1618 ja dins l'estil barroc i l'arquitecte va ser Miguel de Zumarraga. Ocupa la galeria oest del pati dels Tarongers, té una planta de creu llatina i el creuer està cobert per una volta amb llanternó. Consta de quatre portes: dos que donen al pati dels tarongers, una amb accés a l'interior de la catedral i una altra que dona directament a l'exterior. L'interior està ricament decorat, i en destaca el retaule major realitzat per Francisco Dionisio de Ribas, i l'estructura i les talles per Pedro Roldán.

## Exterior de la catedral
Presenta tres portades a la façana dels peus, dues a la capçalera, una a cada braç del creuer a la banda sud i la de la banda nord que dona al pati dels tarongers, una més petita també al pati dels tarongers anomenada del llangardaix i una altra que comunica amb l'església del sagrari. I finalment la Portada del Perdón, que és la porta d'accés al pati dels Tarongers des del carrer Alemanys.

### Façana oest dels peus
Portada del Baptisme, és la situada més a l'esquerra, va ser construïda al segle xv. És decorada amb la representació del relleu Bateig de Crist al timpà, obra realitzada pel taller de Lorenzo Mercadante de Bretanya, és d'estil gòtic amb arquivoltes apuntades adornades amb traceries, també es troben escultures dels bisbes de Sevilla, Sant Leandre i Sant Isidor i de Santa Justa i Rufina, obres directes de Lorenzo Mercadante, i una sèrie d'àngels i profetes deguts a Pedro Millán. Aquesta porta juntament amb l'altra lateral del Naixement es van construir quan era mestre major de la catedral Carles Galtés de Ruan.
Portada principal o de l'Assumpció, està situada al centre de la façana, va romandre sense fer, fins al segle xix, quan el cardenal Cienfuegos y Jovellanos va encarregar-ne la realització escultòrica, entre la qual destaquen les figures dels apòstols, executades per Ricardo Bellver entre 1877 i 1898.
Portada de Sant Miquel o del Naixement, ja que a la portada s'inclou la representació del Naixement de Crist. Va ser construïda al segle xv i és decorada amb escultures de fang cuit entre les quals destaquen les de Sant Laureà, Sant Hermengild i els quatre evangelistes, executats per Millán. Aquesta és la via actual d'accés (2010) de les processons de Setmana Santa al temple catedralici en el seu recorregut per la carrera oficial.

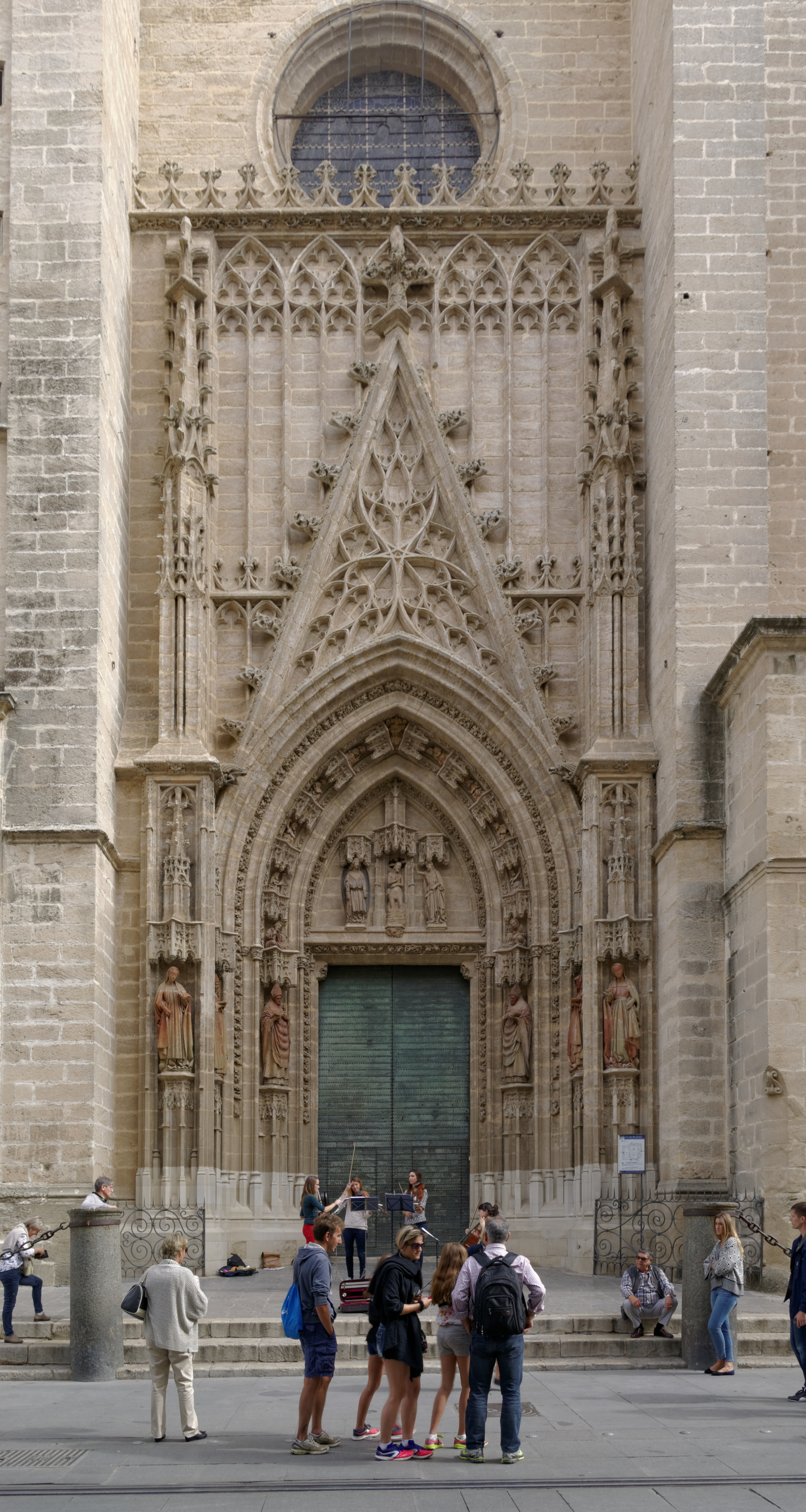
Portada del Baptisme
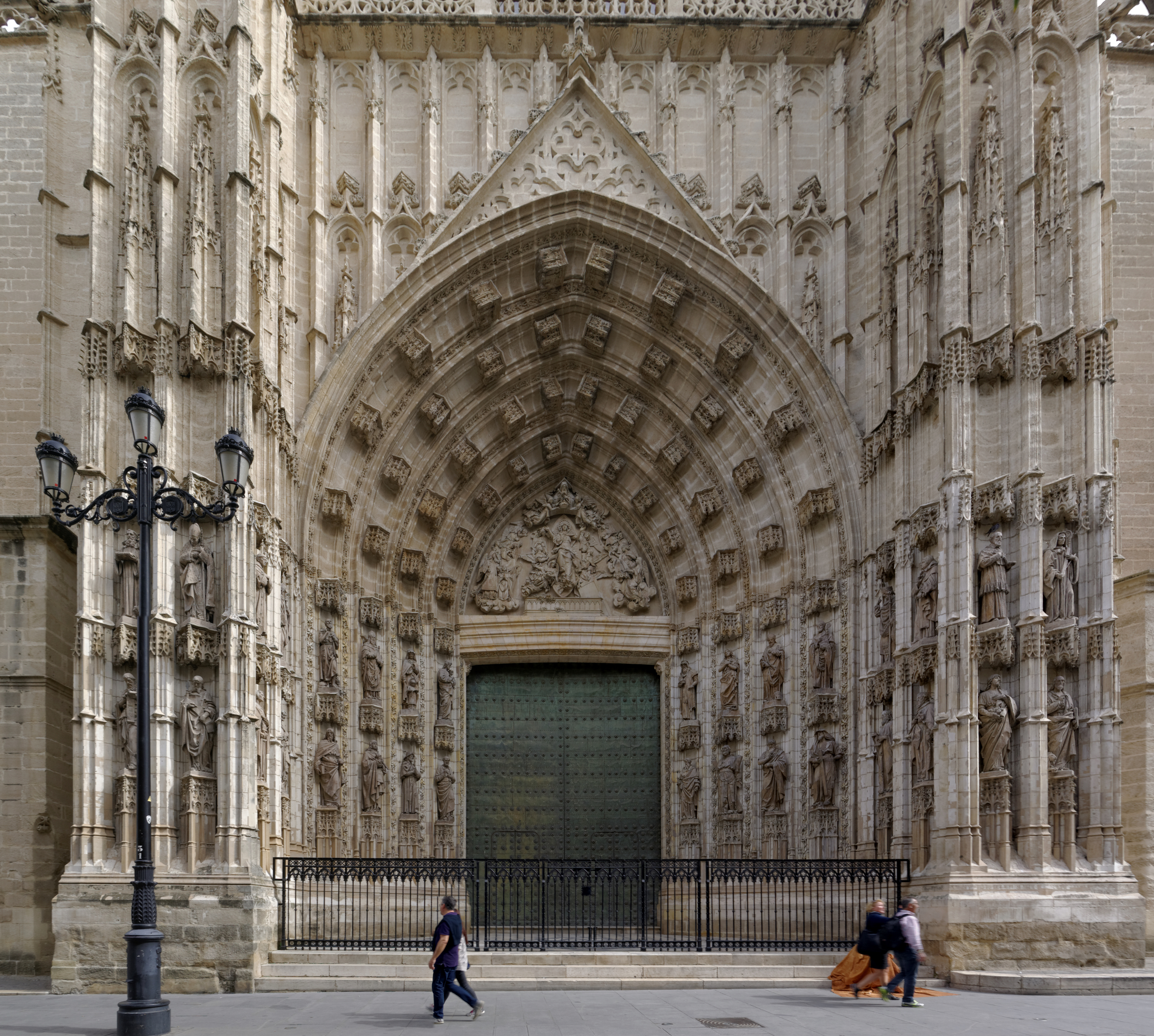
Portada principal o de l'Assumpció
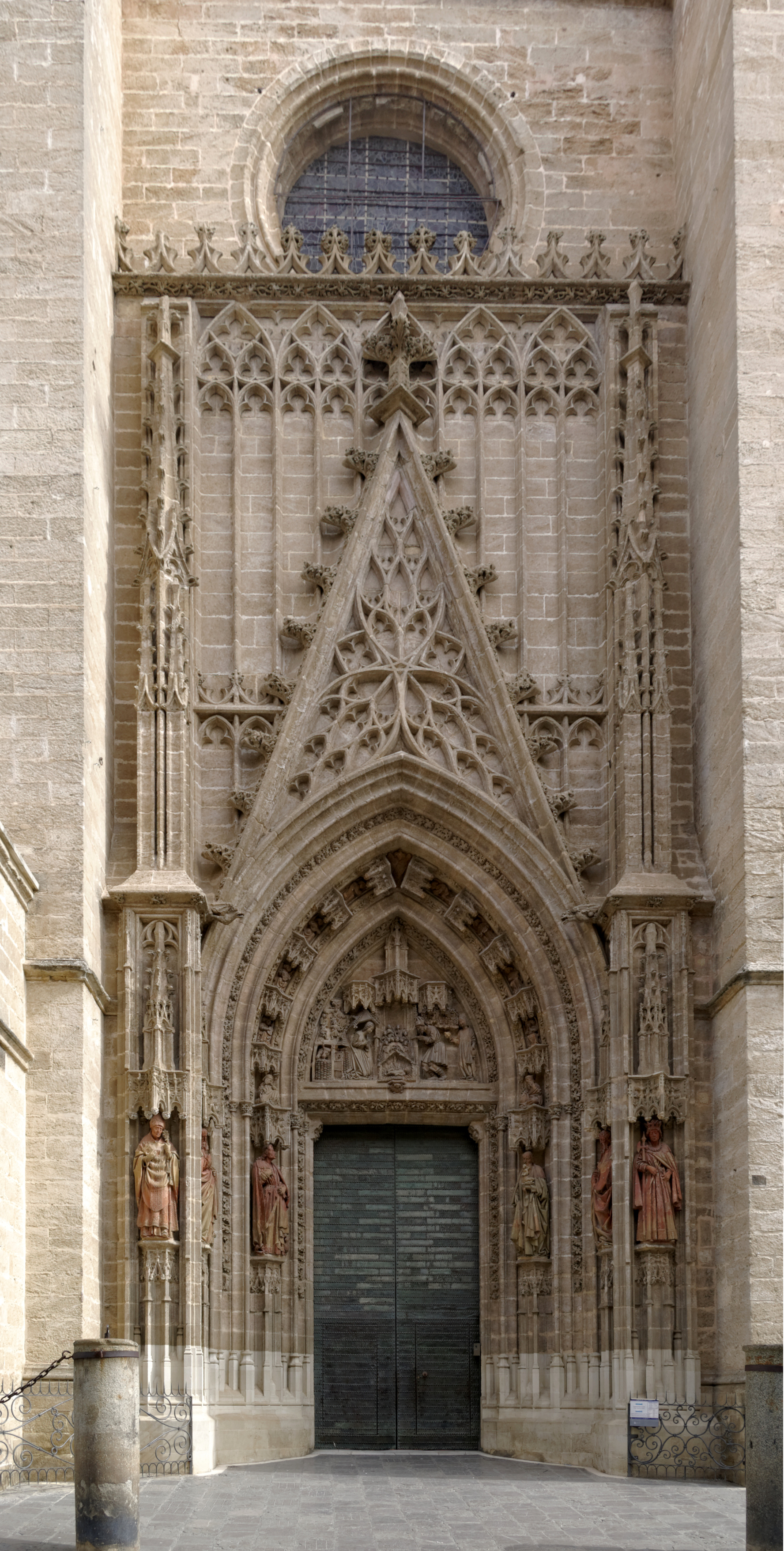
Portada de Sant Miquel o del Naixement

### Façana sud

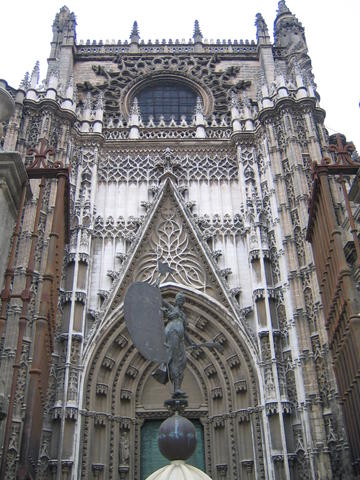
Portada de Sant Cristòfol o del Príncep, a la banda sud del creuer

Portada de Sant Cristòfol o del Príncep (1887-1895), és una de les situades en el creuer, va ser projectada per Adolfo Fernández Casanova i acabada el 1917, encara que el primer disseny va ser realitzat per l'arquitecte Demetrio de los Ríos el 1866. Actualment (2008), davant d'aquesta porta, està situada una rèplica del «Giraldillo».

### Façana nord

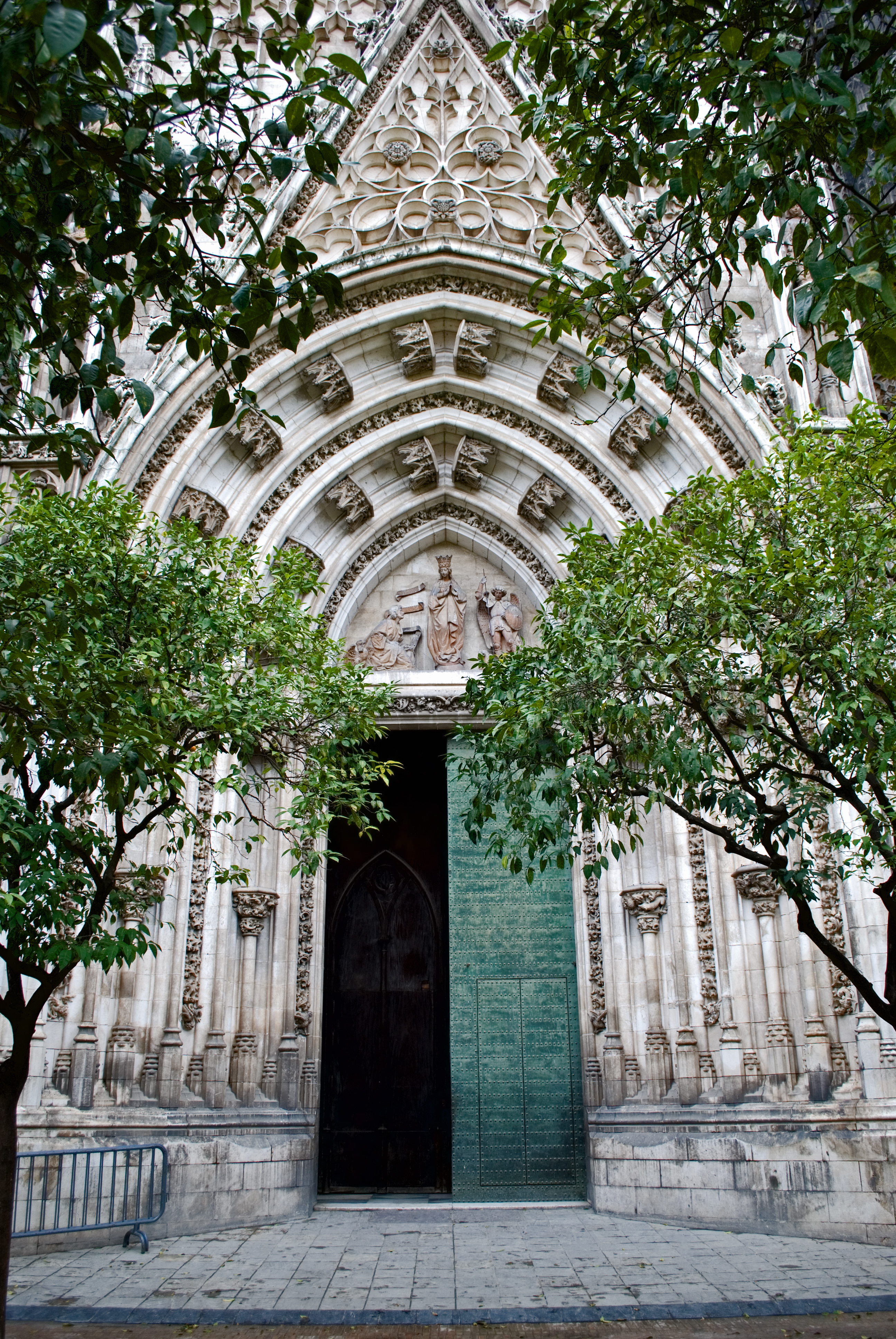
Portada de la Concepció, a la banda nord del creur

Portada de la Concepció (1895-1927), és situada a la banda nord del creuer que s'obre al pati dels tarongers, també el disseny va ser realitzat per Demetri de los Ríos i projectada i acabada per Adolfo Fernández Casanova el 1895. Va ser construïda imitant l'estil gòtic per harmonitzar amb la resta de l'edifici.
Portada del Llangardaix, comunica amb una de les naus cobertes del pati dels tarongers del mateix nom, anomenada així pel llangardaix penjat al sostre per un antic exvot, és la de més simple decoració.
Portada del Sagrari d'accés des de dintre la catedral a la parròquia del Sagrari, realitzada per Pedro Sánchez Falconet en l'últim terç del segle xvii. Està emmarcada per unes columnes d'ordre corinti i en la part alta es troba una escultura representant Sant Ferran i a un costat Santa Justa amb Sant Isidor i l'altre costat Santa Rufina amb Sant Leandre.
Portada del Perdó, amb aquest nom es coneix a la porta d'accés al pati dels Tarongers des del carrer Alemanys i, per tant, no és pròpiament una porta de la catedral, però sí que havia pertangut a l'antiga mesquita i conserva d'aquesta època un arc apuntat de ferradura. Al principi del segle xvi es van realitzar obres decorant amb escultures de terracota de l'escultor Miguel Florentín, destacant el gran relleu que representa l'expulsió dels mercaders del Temple sobre l'arc d'entrada i els ornaments en guixeria que van ser fets per Bartolomé López.

### Façana est a la capçalera
Portada de Palos també anomenada Portada de l'Adoració dels Mags, pel relleu amb aquest tema que es troba en el seu timpà modelat per Miguel Florentín cap al 1520. El nom de Palos és més popular i és a causa de les reixes de fusta que la separen d'antigues dependències del capítol catedralici.
Portada de Campanillas, anomenada així quan és construïa la catedral, era des d'on es tocaven les campanetes per trucar a la feina als obrers. Les escultures renaixentistes així com el relleu del timpà que representa l'Entrada de Crist a Jerusalem, van ser realitzada per Miguel Florentín a començaments del segle xvi.

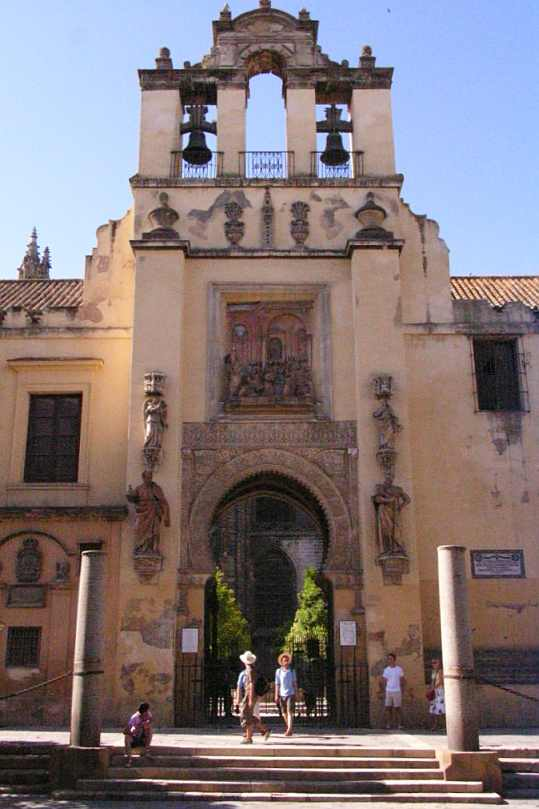
Porta del Perdó
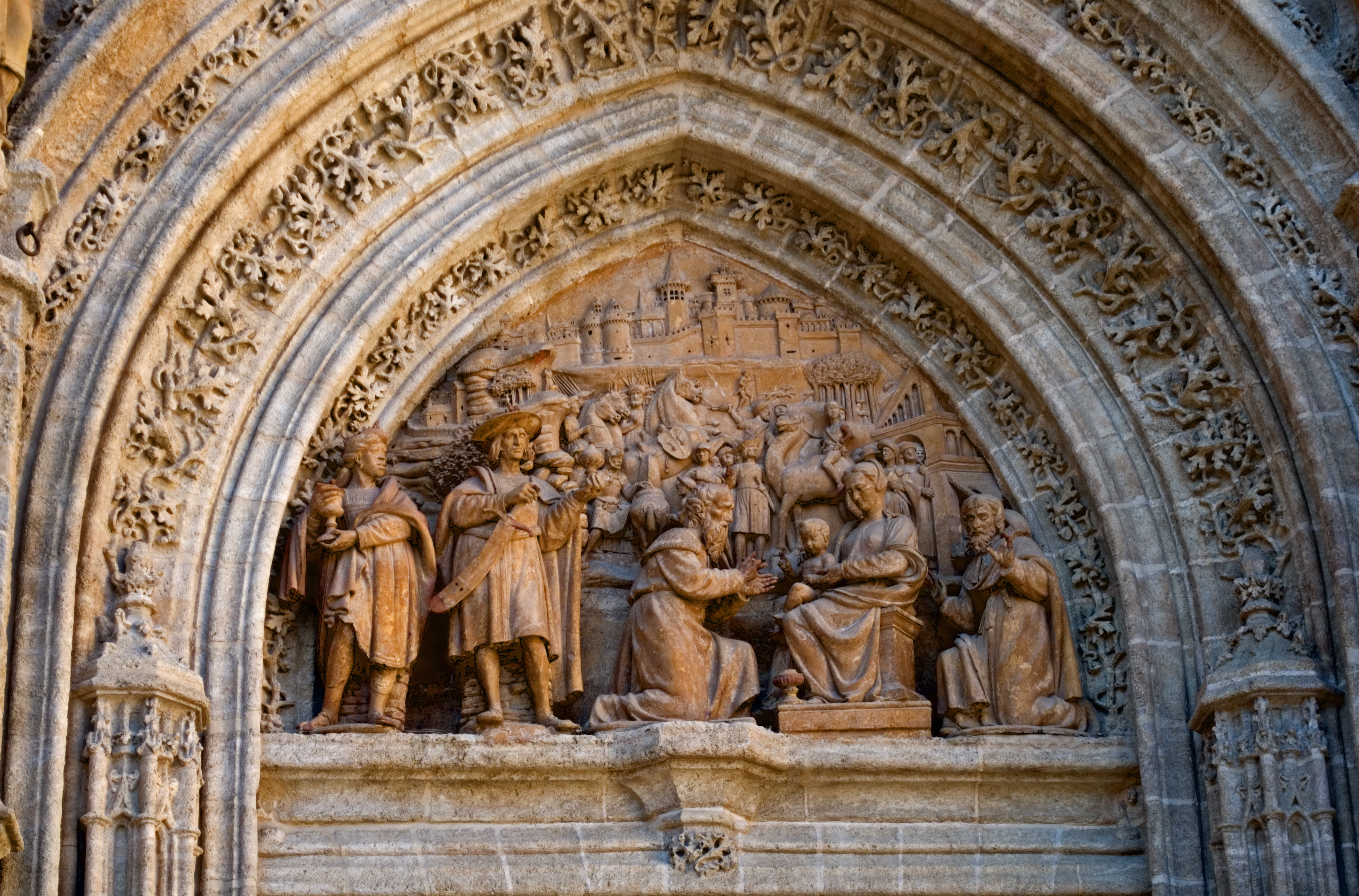
Timpà de la portada de Palos
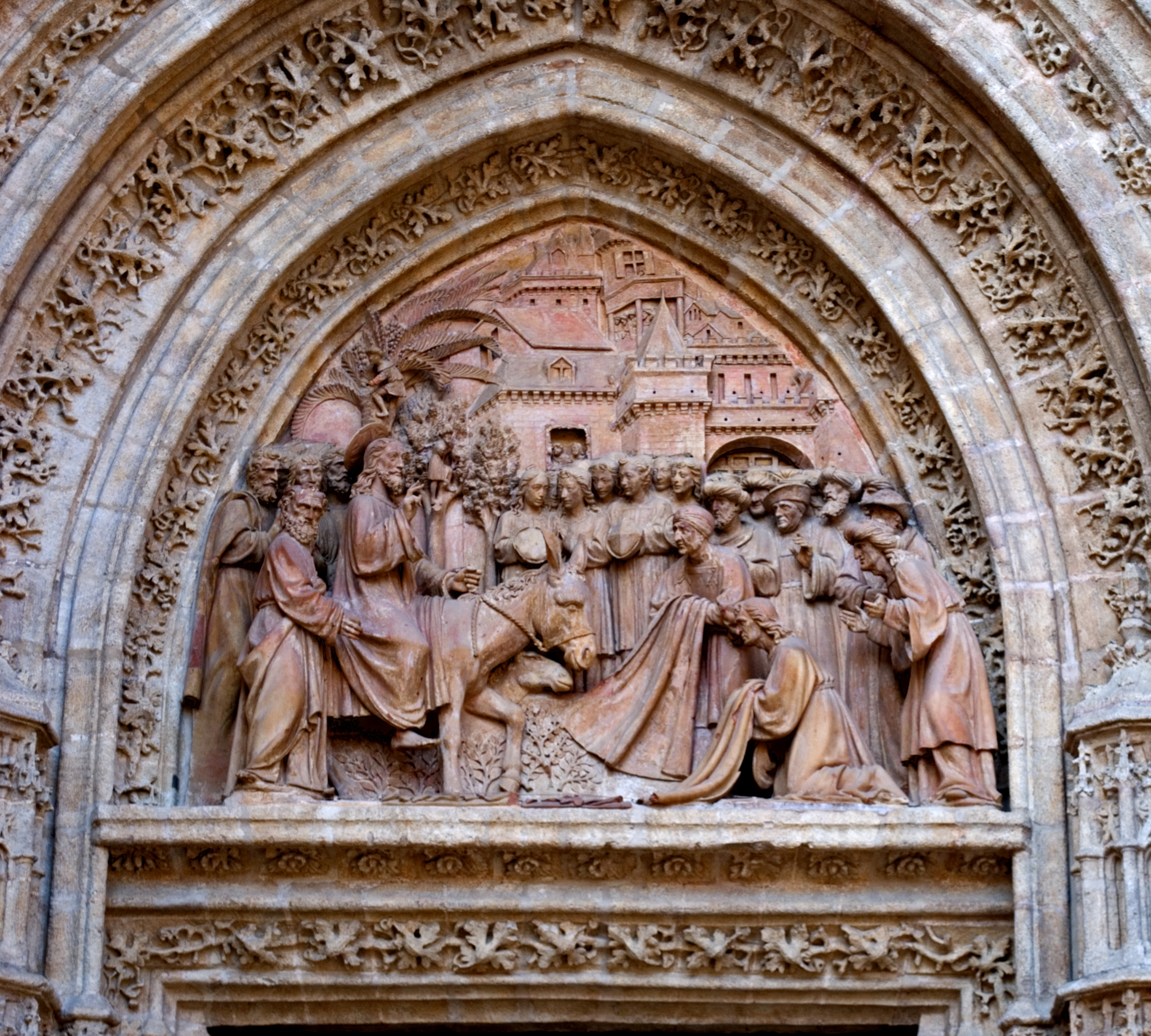
Timpà de la portada de Campanillas

## Interior de la catedral

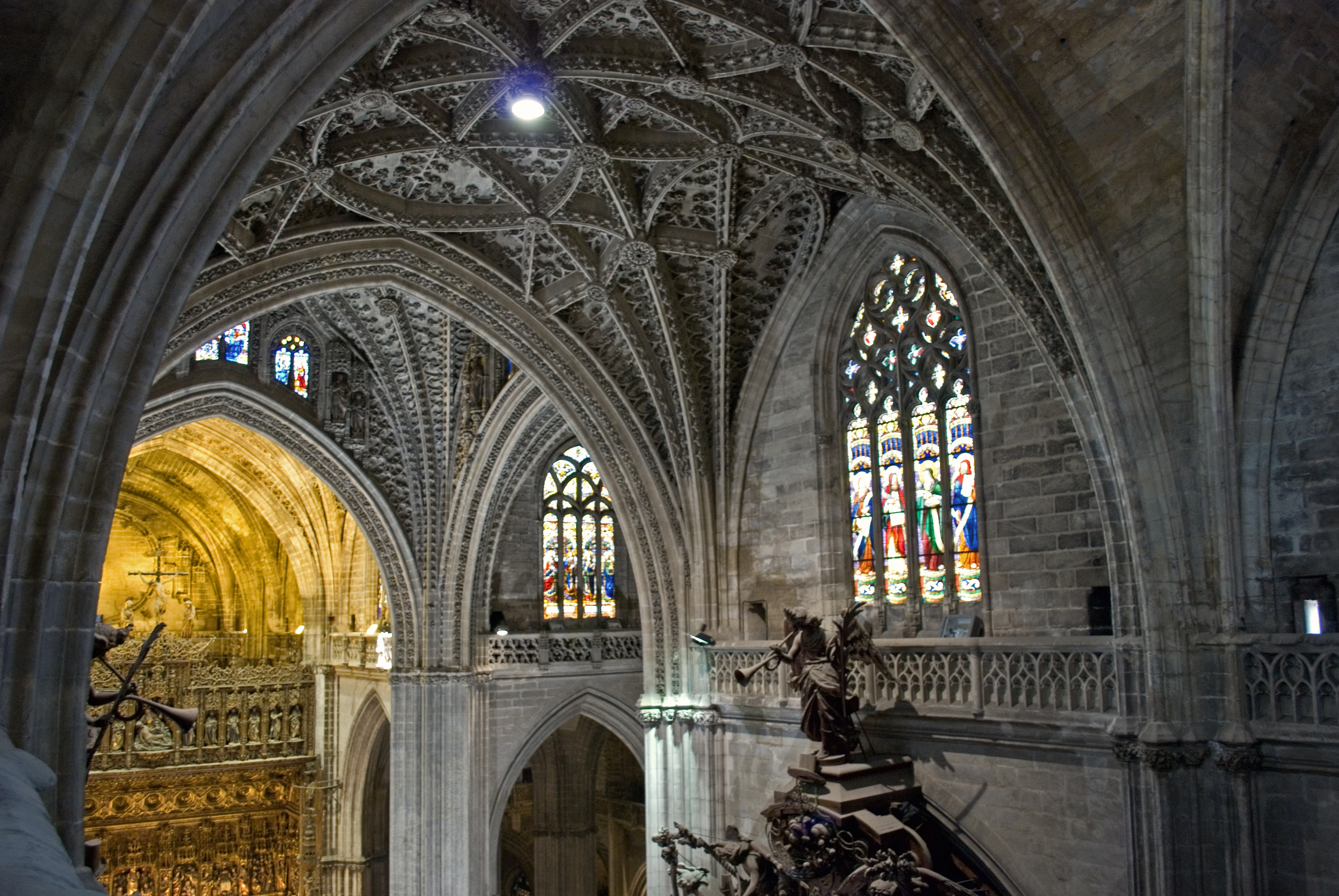
Voltes del creuer

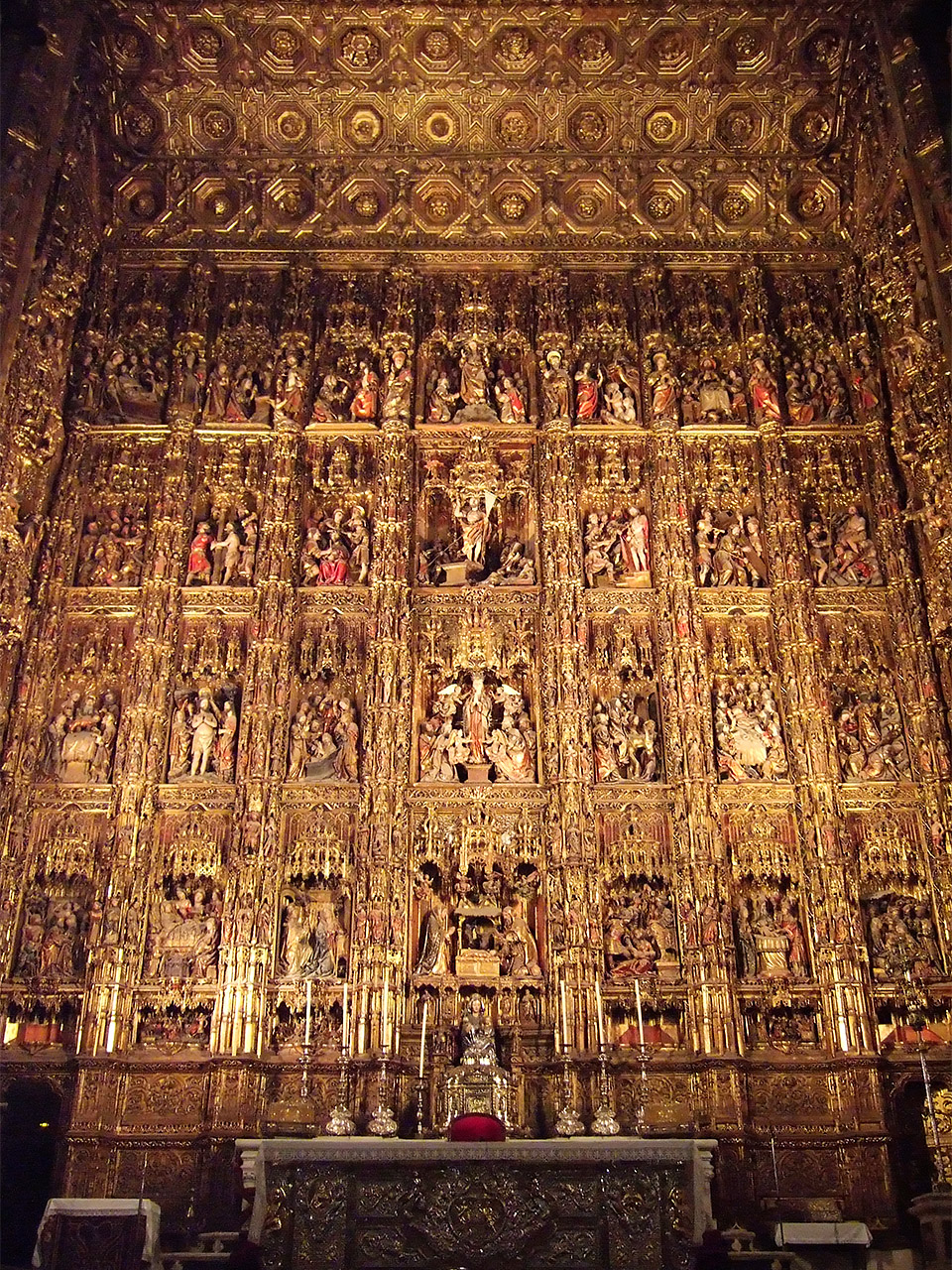
Retaule major per Pedro Dancart

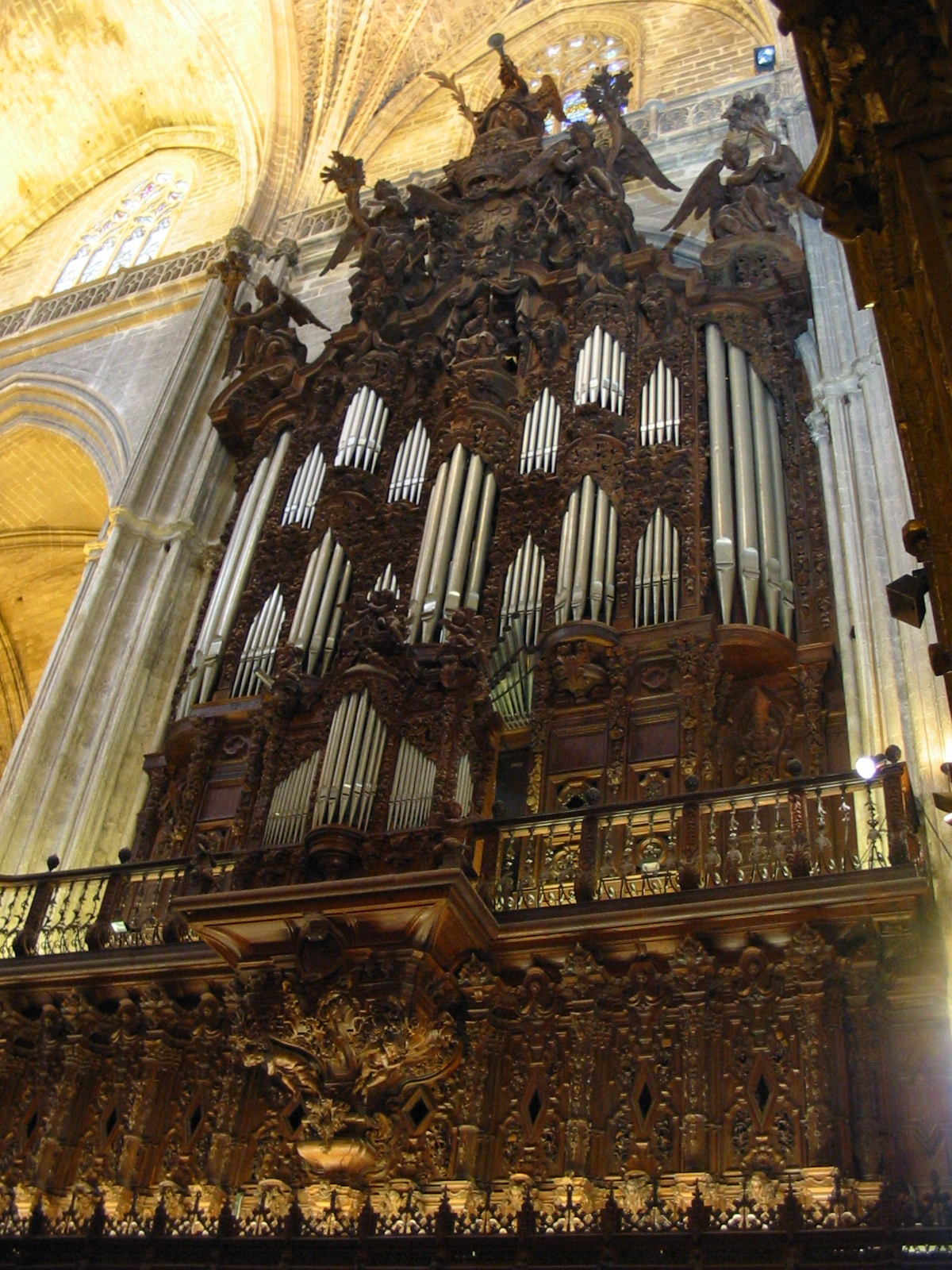
Un dels orgues barrocs de la catedral de Sevilla

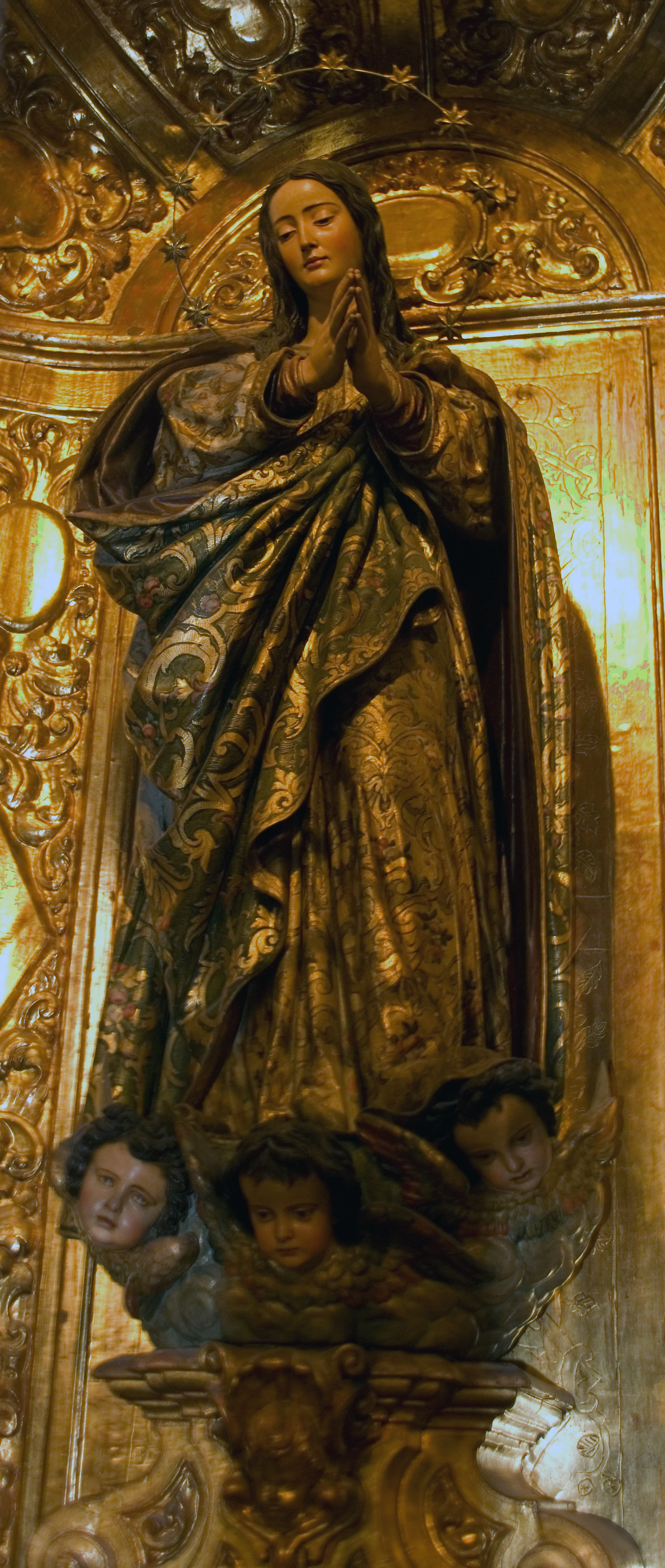
Immaculada «La cieguecita» escultura de Juan Martínez Montañés

La Catedral té cinc naus que es distribueixen mirant cap a llevant, sense absis, ja que posseeix una planta de saló rectangular de 116 metres de llarg per 76 d'ample. La nau central és més ampla que les laterals i les seves columnes sostenen seixanta-vuit voltes ogivals. El cimbori del creuer arriba a una alçada de 40 metres i la nau central 32,30 metres, les laterals 24,50 metres disminuint les 28 capelles col·laterals a 12,80 metres. Les capelles estan separades per estreps perpendiculars a l'eix central del temple, acabant en vint pilars adossats que juntament amb altres trenta-dos exempts són els encarregats de sostenir les voltes de disposició quatripartita i sixpartita excepte als quatre trams que formen el creuer, amb una complicada traceria de forma estrellada. Sobre els seus murs es troben vitralls plens de bellesa que tamisen la llum exterior.

### Nau central
La nau central allotja dues edificacions: el cor, flanquejat per dos grans orgues barrocs de l'any 1724 amb escultures de Pedro Duque Cornejo. Entre ells se situen tres zones annexes: La Capella Major, que allotja el retaule major de quatre plantes i l'altar major, el creuer (les voltes del qual són les més altes de tot el conjunt) i el rerecor.

#### Capella i retaule major
La Capella major, situada a la nau central, està delimitada als costats laterals i al frontal per reixes de ferro daurat, d'estil renaixentista. La de la part frontal realitzada per Francisco de Salamanca entre 1518 i 1529 ja d'estil plateresc. El retaule d'aquesta capella constitueix una de les obres més destacades de la història de l'art. La construcció va començar l'any 1482 i hi van intervenir Pedro Dancart, Jorge Fernández Alemán, Roque Balduque, Juan Bautista Vázquez el Viejo i Pedro de Heredia, que la va concloure. El retaule té 18 metres d'amplada i 20 d'altura, amb nombroses imatges relatant escenes de la vida de Crist i de la seva mare Maria, a més a més de sants sevillans. A la part superior destaca l'escultura d'un santcrist, denominat «del Millón», obra gòtica del segle xv. Una altra imatge rellevant i molt venerada és la que es troba a la part baixa central del retaule, la de la Mare de Déu de la Sede, xapada en argent, a la qual està dedicada la catedral.

#### Cor
Està construït amb murs d'obra de pedra picada per tres costats i el frontal es tanca amb una reixa d'estil renaixement acabada el 1523 per Francisco de Salamanca. El cadiratge consta de 127 setials amb els respatllers realitzats en marqueteria de diverses fustes per donar un colorit especial a la ornamentació, amb baixos relleus d'escenes de l'Antic i Nou Testament i amb representacions de personatges grotescs als braços de les cadires i misericòrdies on també hi ha escenes de jocs. Als taulers més grans d'entrada al cor es troben elements ogivals amb la separació feta amb columnes que acaben en pinacles. Els tres setials corresponents a l'arquebisbe i els seus ajudants són els que mostren un gran treball escultòric. A un dels setials es troba una inscripció que diu: «Aquest cor ho va fer Nufro Sanchez entallador... any 1475», no va ser tanmateix l'únic tallista que va treballar en el cor, doncs a la seva mort, se'n va fer el càrrec el seu fill per poc temps i després el mestre Pedro Dancart, dels Països Baixos, va prendre el càrrec de seguir amb l'obra. La seva defunció el 1494 va fer que continués el seu deixeble Juan Alemán. El cadiratge es va acabar cap a 1511.
El rerecor va ser realitzat per Miguel de Zumárraga en estil barroc, ho va dissenyar l'any 1619 i després de romandre deu anys aturades les obres es van finalitzar el 1635. Va ser construït en valuosos i vistosos materials, com ara marbres, jaspis, relleus i busts de bronze presidits per una pintura gòtica de la Verge dels Remeis de clara influència italianitzant.

#### Capelles dels Alabastres
S'anomenen així pel material en què estan construïdes. Són quatre petites capelles situades en els murs laterals exteriors del cor. Van ser realitzades a partir de 1515 pel mestre Juan Gil de Hontañón i des de 1530 l'arquitecte Diego de Riaño, que va transformar-ne l'interior substituint l'estil gòtic en el qual estaven projectades pel renaixentista. A continuació s'esmenten de forma independent.
- Capella de la Immaculada

El 14 de febrer de 1628 Jerónima Zamudio, vídua del jurat Francisco Gutiérrez de Molina, encarrega a l'escultor Juan Martínez Montañés un retaule amb una imatge de la Immaculada Concepció per col·locar-lo en aquesta capella funerària.
Després d'alguns retards a l'execució i el consegüent plet, Martínez Montañés va justificar la tardança a acabar l'obra amb la següent frase: «serà de les primeres coses que hi hagi a Espanya i el millor que el susdit ha fet». El temps li ha donat la raó. Va ser posada la talla de la Immaculada que presideix el retaule i per fi inaugurada el 8 de desembre de 1631. La peça és considerada una obra d'excepcional valor. Popularment se la coneix com «La Cieguecita» (la petita cega) per la seva mirada baixa amb les parpelles gairebé no descloses.
El retaule en el seu conjunt consta d'un banc on estan col·locats els retrats dels patrons de la capella —abans citats— que van ser pintats per Francisco Pacheco en 1631. La fornícula central amb la imatge de la Immaculada està flanquejada per talles del papa Sant Gregori i Sant Joan Baptista així com relleus de Sant Josep, Sant Joaquim, Sant Jeroni i Sant Francesc.
«La Cieguecita» està realitzada en fusta de cedre, fa 164 cm i està concebuda segons el model que va descriure Francisco Pacheco al llibre Tratado del arte de la pintura. Es tracta, així doncs, d'una Verge nena amb una llarga cabellera que li cau a l'esquena. Va vestida amb una llarga túnica cenyida amb un cíngol que simbolitza la seva virginitat i un mantell sobre les espatlles que es recull amb el braç esquerre, produint nombrosos plecs. El cap està adornat amb una corona de 12 estrelles que al·ludeixen a les dotze tribus d'Israel.A la peanya hi apareixen els rostres de tres àngels sobre un drac que representa el pecat.
- Capella de l'Encarnació

Està presidida per un retaule atribuït a Francisco de Ocampo i Felguera que va ser realitzat al voltant de 1630 amb el tema principal de L'Anunciació. Al seu banc existeixen relleus de Sant Joan Baptista, Sant Joan Evangelista, Sant Domènec, Sant Francesc i Sant Antoni.
- Capella de la Verge de l'Estrella

Deu el seu nom a una imatge renaixentista de la Verge que es creu va ser realitzada per l'escultor Nicolas de León al voltant de 1530. Aquesta talla està situada en un retaule barroc de Jerónimo Franco datat el 1695.
- Capella de Sant Gregori

S'anomena així per una escultura de Sant Gregori col·locada en una fornícula. El sant duu un llibre en què es troba la signatura de l'autor, Manuel García de Santiago (segle xvii).

### Capelles de la capçalera

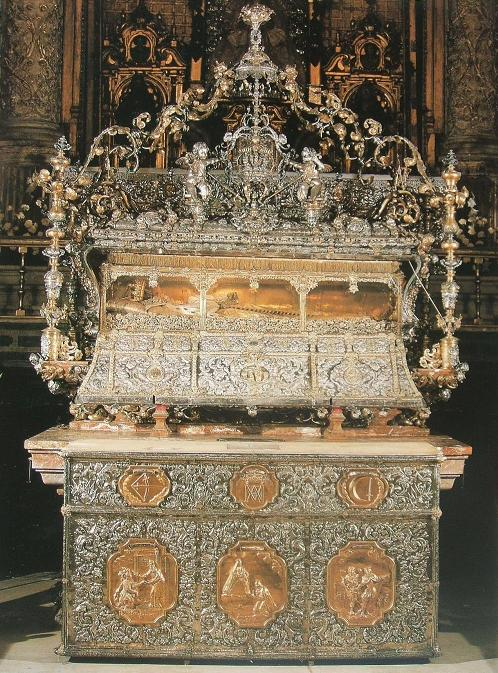
Urna d'argent de Ferran III el Sant a la capella reial

#### Capella Reial
Està situada al centre de la capçalera del temple i consta de planta quadrada amb absis i dues ales laterals, amb una coberta de cúpula semiesfèrica i llanterna realitzada entre 1567 i 1569 per Hernán Ruiz el Joven.
El seu nom es deu al fet que en el seu interior està situada l'urna d'argent de Sant Ferran realitzada per Juan Laureano de Pina d'estil barroc (1719) així com la d'Alfons X el Savi i la seva mare Beatriu de Suàbia. Despulles d'altres monarques d'Espanya estan enterrades a la cripta-panteó, sota aquesta capella, com les del rei Pere I de Castella i la seva mare Maria de Portugal. En un altar d'aquesta cripta es troba la Verge de les Batalles, escultura en ivori del segle xiii. També es troba el retaule de la capella reial, del segle xvii, amb la imatge de la patrona de Sevilla la Virgen de los Reyes.

#### Capella de la Concepció Gran
A la banda dreta de la capella Reial i al costat de la porta de Campanillas, es troba aquesta capella que va servir primitivament com a lloc de sepultura als cavallers que van acompanyar a Sant Ferran en la conquesta de Sevilla. Des de 1654 el seu patronatge va pertànyer a Gonzalo Núñez de Sepúlveda, cavaller vint-i-quatre de Sevilla, a qui li va ser concedit el dret a ésser enterrat en aquest lloc després d'una important donació que va realitzar amb motiu de l'octava de la Immaculada Concepció. Actualment les seves despulles es troben al mur de l'esquerra, després d'una llosa sepulcral amb l'escut d'armes dels Sepúlveda segons disseny del pintor Juan de Valdés Leal. A la reixa de la capella, acabada el 1668, podem també contemplar el mateix escut.

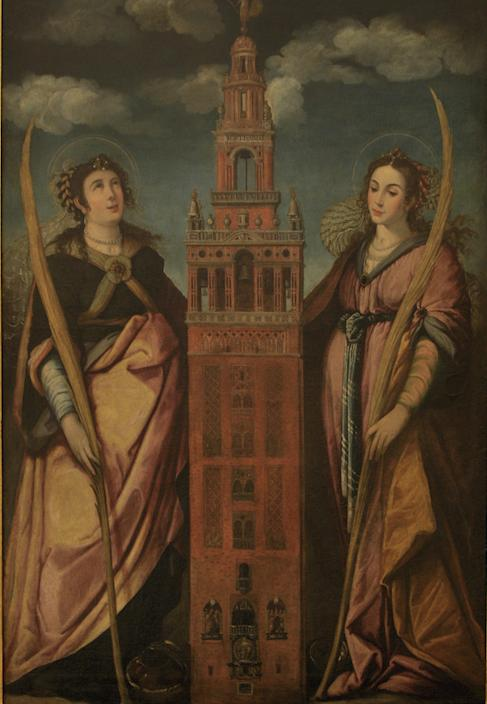
Pintura de les Santes Justa i Rufina obra de Miguel de Esquivel, a l'altar de Santa Bàrbara.

A l'interior crida l'atenció un retaule barroc amb gran profusió d'adorns i belles columnes salomòniques que s'articula en dos cossos. Va ser realitzat per Francisco Dionisio de Ribas el 1656. Les imatges són obra d'Alonso Martínez, excepte el crist crucificat conegut com a Crist de Sant Pau. Al primer cos la imatge central és la Immaculada Concepció i les laterals corresponen a Sant Josep i Sant Pau. El segon cos està presidit pel ja citat Crist de Sant Pau, que és obra del segle xvi i va pertànyer possiblement a la decoració de l'antic retaule, va ser recuperat per col·locar-lo a lloc actual. Aquesta imatge va gaudir antigament de gran devoció a la ciutat. Al seu costat es troben les talles de Sant Gonçal i Sant Antoni de Pàdua.
Al mur dret es troba un sepulcre de marbre d'estil neogòtic realitzat el 1881. En aquest lloc està enterrat el que fos arquebisbe de Sevilla Cardenal Francisco Javier Cienfuegos Jovellanos, nascut a Oviedo el 1766, que va estar al càrrec de la diòcesi de Sevilla des del 1824 fins al seu exili a Alacant per motius polítics el 18 de febrer de 1836.
Es troba l'altar de Santa Bàrbara, on destaca el quadre que representa les Santes Justa i Rufina, obra de Miguel de Esquivel realitzat el 1620. Es tenen poques dades d'aquest artista, perquè aquesta és la seva única obra coneguda. Se sap que va morir molt jove el 1621. Les Santes estan representades a ambdós costats de La Giralda. Santa Justa mira cap al cel, mentre que Santa Rufina sembla meditar amb la mirada baixa. És molt interessant la detallada representació de la Giralda, perquè es poden observar entre altres detalls les pintures amb diferents sants que aleshores l'adornaven i actualment han desaparegut.
L'altre altar de Santa Justa i Santa Rufina, els seus donants van ser la família Bécquer el 1622. Es troba una destacada escultura de les santes que va ser realitzada el 1728 per Duque Cornejo. Aquestes imatges procedeixen de l'església del Salvador (Sevilla) i van en processó anualment a la festivitat del Corpus.

#### Capella de Sant Pere
Al mur esquerre es troba el sepulcre de qui va ser bisbe de Sevilla fins a 1523, Diego de Deza, recordat entre altres coses per ésser el gran defensor de les teories de Cristòfol Colom davant els Reis Catòlics.
El retaule d'aquesta capella està dedicat a Sant Pere. Va ser encarregat pels Marquesos de Malagón el 1625 al polifacètic artista Diego López Bueno, arquitecte, escultor i entallador que es va encarregar de l'estructura, mentre que les pintures són obra de Francisco de Zurbarán, realitzades el 1630, destacant la central que és una bellíssima Immaculada, una de les millors que va sortir dels seus pinzells.
Al banc del retaule hi ha diferents escenes relacionades amb Sant Pere, Crist i Sant Pere sobre les aigües, Crist lliurant les claus a Sant Pere i Sant Pere guarint al paralític. Al primer cos La Visió de Sant Pere, Sant Pere Papa i El penediment de Sant Pere. Al segon cos Sant Pere alliberat per l'àngel, La Immaculada i Quo Vadis. A l'àtic apareix una pintura del Pare Etern, no sent aquesta obra original de Zurbaran sinó una còpia col·locada al segle xviii.
Finalment destacar la reixa que tanca la capella, obra de fra José Cordero de Torres acabada el 1780. Aquest artista era religiós del convent de Sant Francesc a El Puerto de Santa María.
Es troba l'altar de la Magdalena, els patrons d'aquest altar van ser el senyor Pedro García de Villadiego i la seva esposa Catalina Rodríguez, els quals van encarregar un retaule el 1537, al banc del qual es troben els seus retrats, García de Villadiego al costat de Sant Benet i la seva esposa Catalina amb Sant Francesc. El retaule té com a tema principal L'Anunciació a l'àtic i La Magdalena als peus de Crist Ressuscitat al cos principal. Es tracta de pintures d'un anònim deixeble d'Alejo Fernández realitzades al voltant del 1537.
L'altar de l'Assumpció, al centre del seu retaule es troba un relleu amb la representació de l'Assumpció de la Verge, obra d'autor desconegut que es troba emmarcada per pintures de Sant Ildefons i Sant Dídac d'Alcalà. Al banc es troben les pintures dels patrocinadors, Juan Cristóbal de la Puebla i la seva esposa que ho van dotar el 1593. Totes les pintures són de l'artista de l'escola sevillana, encara que nascut a Ronda, Alonso Vázquez i van ser realitzades a la fi del segle xvi.

### Capelles del costat de l'Evangeli

#### Capella de la Verge del Pilar
Aquesta capella va pertànyer primitivament als cavallers aragonesos que van acompanyar el rei Sant Ferran a la conquesta de Sevilla. Des de principi] del segle xvi la va dotar Francisco Pinelo que va ser un mercader genovès resident a Sevilla, servint de sepultura a la seva família.
Té aquesta petita capella dos altars, el principal d'estil barroc datat a la fi del segle xvii posseeix una escultura d'excepcional valor que representa la Verge del Pilar. Va ser realitzada per Pedro Millán prop del 1500. El segon retaule també de finals del XVII té en el seu centre una escultura de Sant Antoni Abat flanquejada per les imatges de Santa Agnès i Sant Antoni de Pàdua.

#### Capella dels evangelistes
L'element principal d'aquesta capella funerària és el retaule central que conté interessants pintures de l'artista d'origen neerlandès, veí de Sevilla des del 1539, Hernando de Esturmio. Es tracta d'un conjunt de nou taules disposades de la següent forma: 
|  |  |

Al banc Santa Caterina amb Santa Bàrbara, Sant Sebastià amb Sant Joan Baptista, Sant Antoni i Santes Justa i Rufina. En aquesta última taula hem d'observar el fons de l'obra, on entre altres detalles pot veure's La Giralda tal com era abans de la última reforma.
Al primer cos La missa de Sant Gregori flanquejada per Sant Marc i Sant Lluc.
Al segon cos La Resurrecció de Crist al centre i als seus costats Sant Joan i Sant Mateu.

#### Capella de les donzelles
Aquesta capella, també anomenada de les Verges, va ser la seu d'una confraria dedicada a socórrer a les donzelles mancades de recursos econòmics per casar-se. Va ser fundada per Misser García de Gibraleon el 1535. Dintre de la capella destaca un retaule realitzat per José Rivera el 1771. A la fornícula central es representa L'Anunciació de la Verge, flanquejada per pintures de Sant Bartomeu, Sant Pere, Sant Tomás i Sant Jaume. A l'àtic del retaule es veu una representació del Calvari flanquejada per Sant Ambròs i Sant Agustí. A la part exterior una reixa de gran qualitat datada el 1579 protegeix l'entrada.

#### Braç nord del creuer

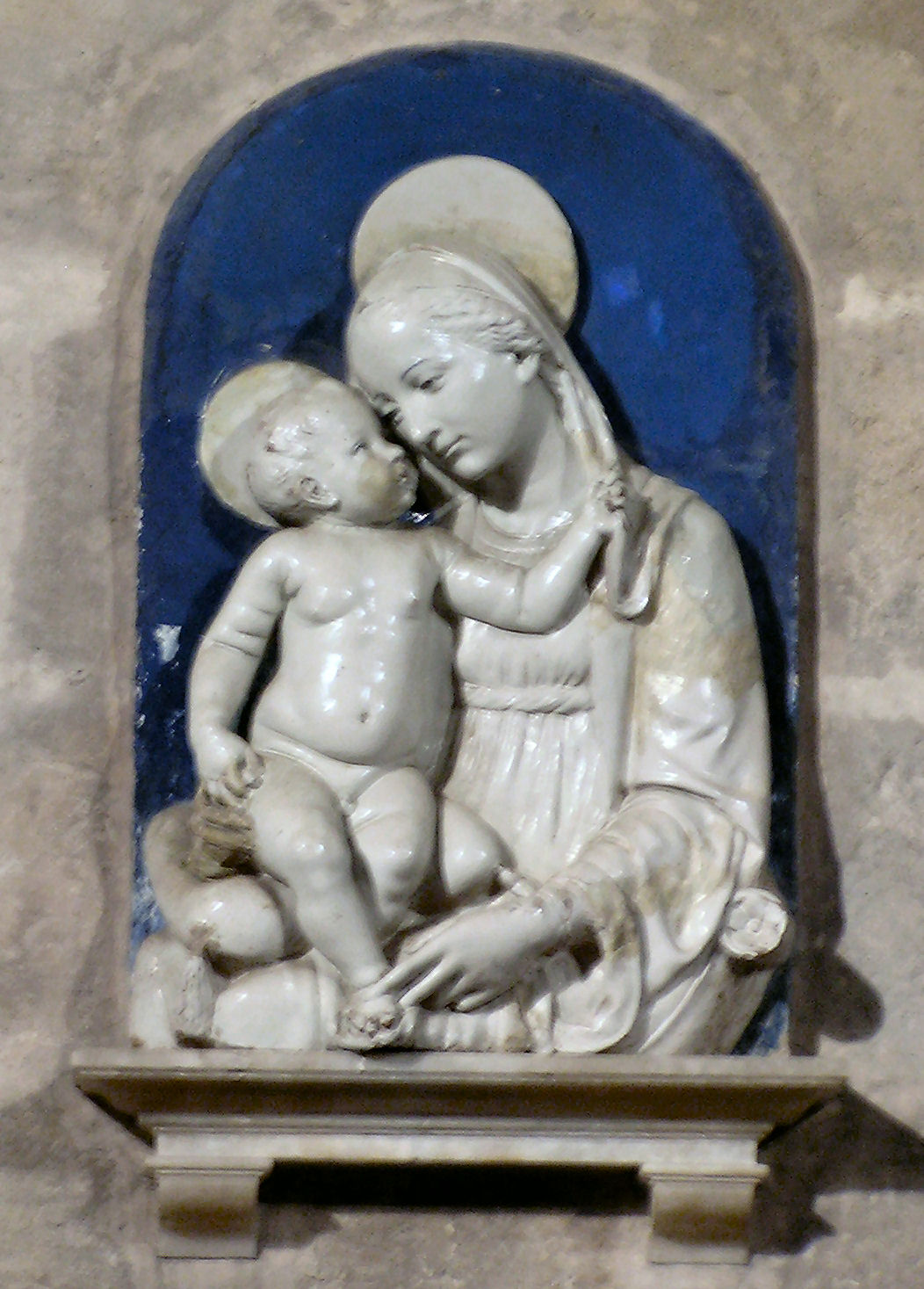
Verge del coixí d'Andrea della Robbia

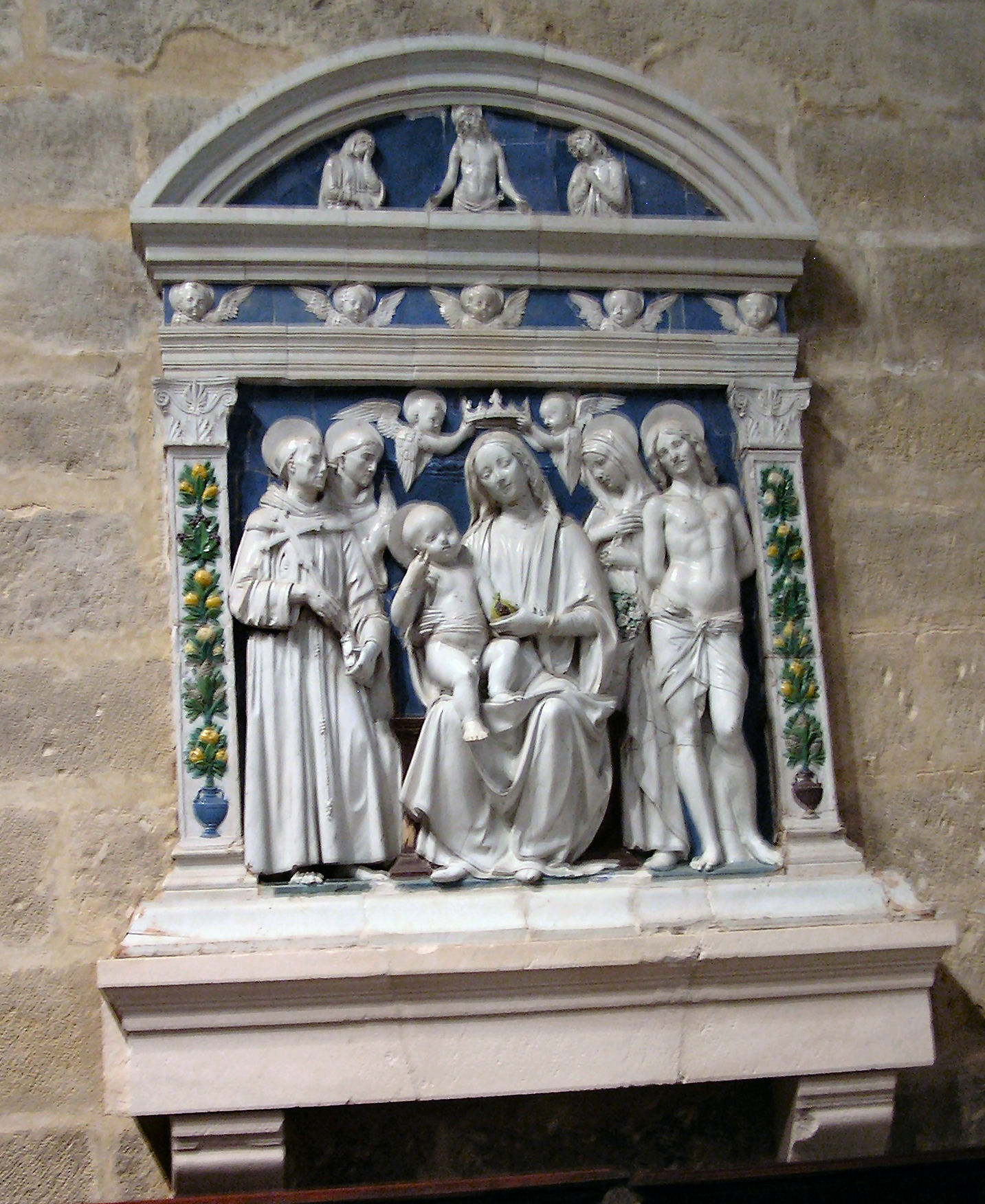
Verge de la Magrana atribuïda a Andrea della Robbia

A continuació es troba el creuer amb diversos altars on es troben retaules i pintures entre les quals destaca la de la Verge de Betlem, realitzada el 1631 per Alonso Cano. A la Capella de Sant Francesc es pot veure una pintura de Valdés Leal de l'any 1661 representant La imposició de la casulla a Sant Ildefons.

#### Capella de Santiago
El primer que crida l'atenció d'aquesta capella és un quadre de grans dimensions pintat per Juan de Roelas el 1609 on es representa Santiago combatent contra els musulmans en la batalla de Clavijo, on segons la tradició el seu suport va ser fonamental perquè les tropes cristianes aconseguissin la victòria. La pintura es troba emmarcada en un retaule realitzat per Bernardo Simón de Pineda el 1663. A la part superior del mateix se situa una pintura dedicada al martiri de Sant Bartomeu, obra de Juan de Valdés Leal datada el 1663.
També es pot contemplar el sepulcre gòtic esculpit en alabastre el 1401 de l'arquebisbe Gonzalo de Mena. Sobre el sepulcre es troba un preciós relleu, realitzat en terrissa, de la Verge amb el Nen, que es coneix com La Verge del coixí, per trobar-se el nen recolzat sobre un coixí. És una obra del segle xv del florentí Andrea della Robbia.

#### Capella de Scalas

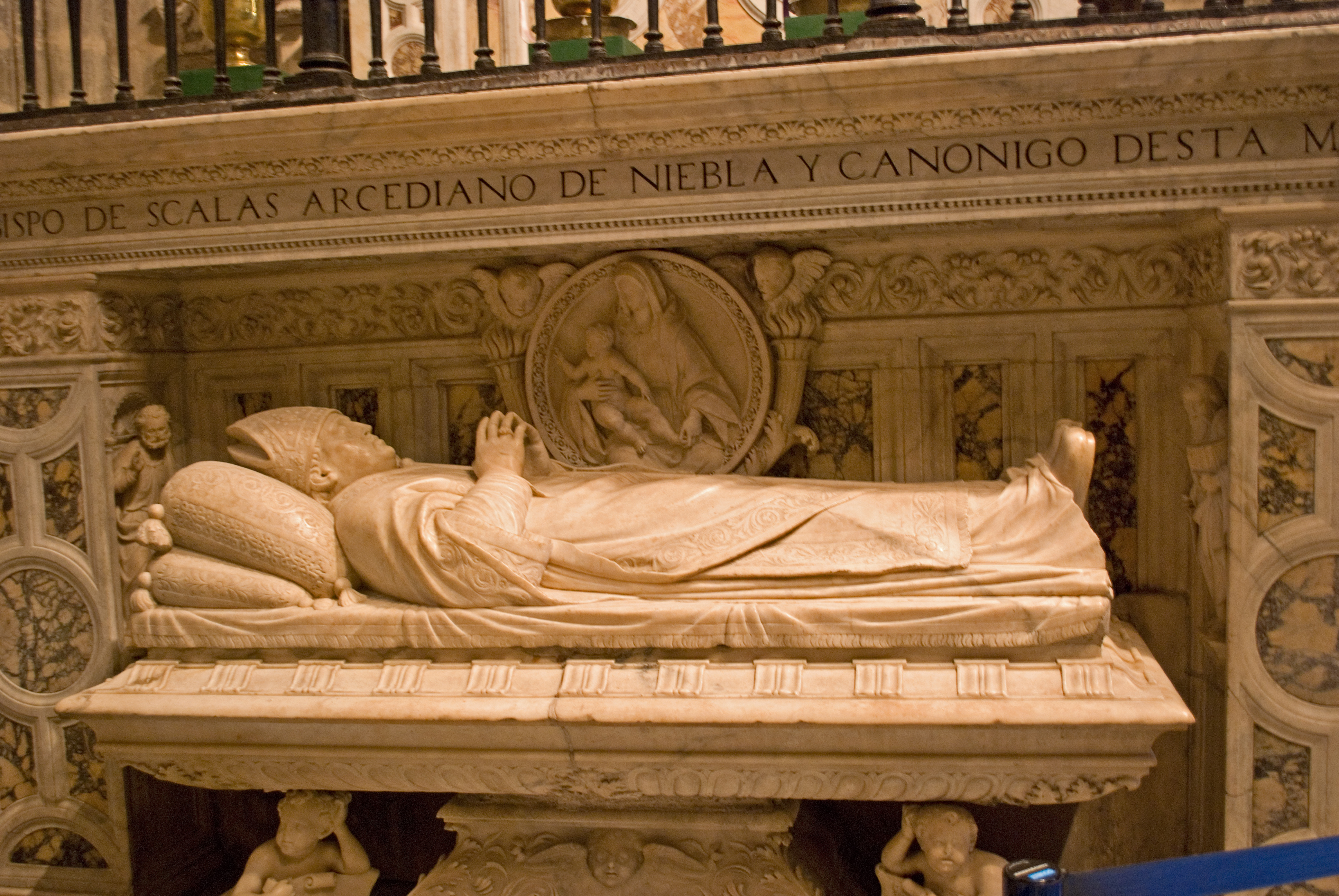
Cenotafi de Baltasar del Río bisbe de Scalas

Deu el seu nom a Baltasar del Río, que va ser canonge de la Catedral i durant un dels seus viatges a Roma va aconseguir que el papa Lleó X el nomenés bisbe de la modesta diòcesi de Scalas, al Regne de Nàpols. El capítol sevillà li va cedir una capella lliure de patronatge perquè pogués construir el seu mausoleu, el qual va ser acabat durant la seva vida tal com podem contemplar en l'actualitat. Al seu testament, l'any 1540, va especificar el seu desig d'ésser enterrat allà. Desgraciadament va morir poc després a Roma l'1 de gener de 1541 i la magnífica tomba va quedar buida per sempre.
Darrere el sepulcre podem veure un retaule de marbre on es representa la vinguda de l'Esperit Sant emmarcada per dues columnes corínties. Al banc hi han diverses escenes tallades, el miracle de la multiplicació dels pans i els peixos, el bisbe en actitud d'oració i el seu escut d'armes. El conjunt va ser realitzat prop de 1539 i s'atribueix al taller de l'escultor italià Domenico Gagini. Una altra obra important conservada en aquesta capella és el relleu de la Verge de la Magrana, que és atribuïda a Andrea della Robbia. En ell es representa la Verge amb el nen acompanyada per Sant Sebastià, Sant Francesc, Santa Casilda i Sant Domènec. Entre els llenços, destaca L'Adoració dels Pastors, única obra signada pel seu autor, el pintor Francisco Antolínez.

#### Capella Sant Antoni

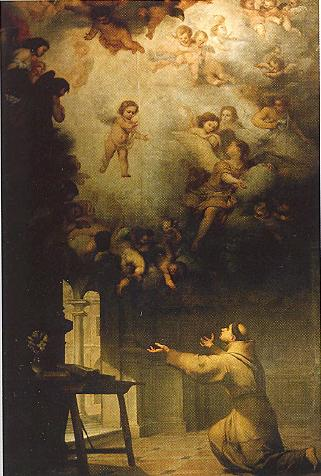
La visió de Sant Antoni per Bartolomé Esteban Murillo

És la Capella Baptismal de la Catedral. Al centre se situa una magnífica pica baptismal renaixentista del segle xvi realitzada en marbre blanc, al fons emmarcat per una motllura tallada per Bernardo Simón de Pineda es troba el quadre La Visió de Sant Antoni. La pintura té unes dimensions monumentals -560 cm x 369 cm- data de 1656 i és una de les creacions cimeres de Murillo. A la part inferior del quadre, està representat Sant Antoni enmig de la penombra amb els braços estesos; mira cap a la part superior del llenç on es representa el Nen Jesús al centre d'una intensa llum i envoltat per núvols i nombrosos àngels. El 4 de novembre de 1874, uns desconeguts van mutilar l'obra per apoderar-se de la figura de Sant Antoni. Venturosament un antiquari de Nova York es va fer amb el fragment i ho va tornar a la catedral sevillana. Després d'un procés de restauració, va tornar a exposar-se l'any 1875. A la part superior del retaule hi ha una altra obra de Murillo, El baptisme de Crist que va ser realitzat el 1668. També es troben en aquesta capella, entre d'altres, els següents quadres La Imposició del pal·li a Sant Isidor de Lucas Valdés, quatre pintures que componen un cicle sobre la creació, del pintor Simon de Vos, La Creació del Món, La creació dels animals, La separació de la llum de les tenebres i La separació de les aigües de la terra.

#### Capella dels Jácomes
Al costat de la porta d'entrada a l'església o parròquia del Sagrario, es troba la capella dels Jácomes realitzada l'any 1675, per encàrrec dels seus patrons, els marquesos de Tablantes, que van anomenar amb el seu cognom a la capella. L'interior, els murs i sostre estan coberts per guixeries pròpies de l'època barroca.

### Capelles als peus del temple

#### Capella de Sant Leandre

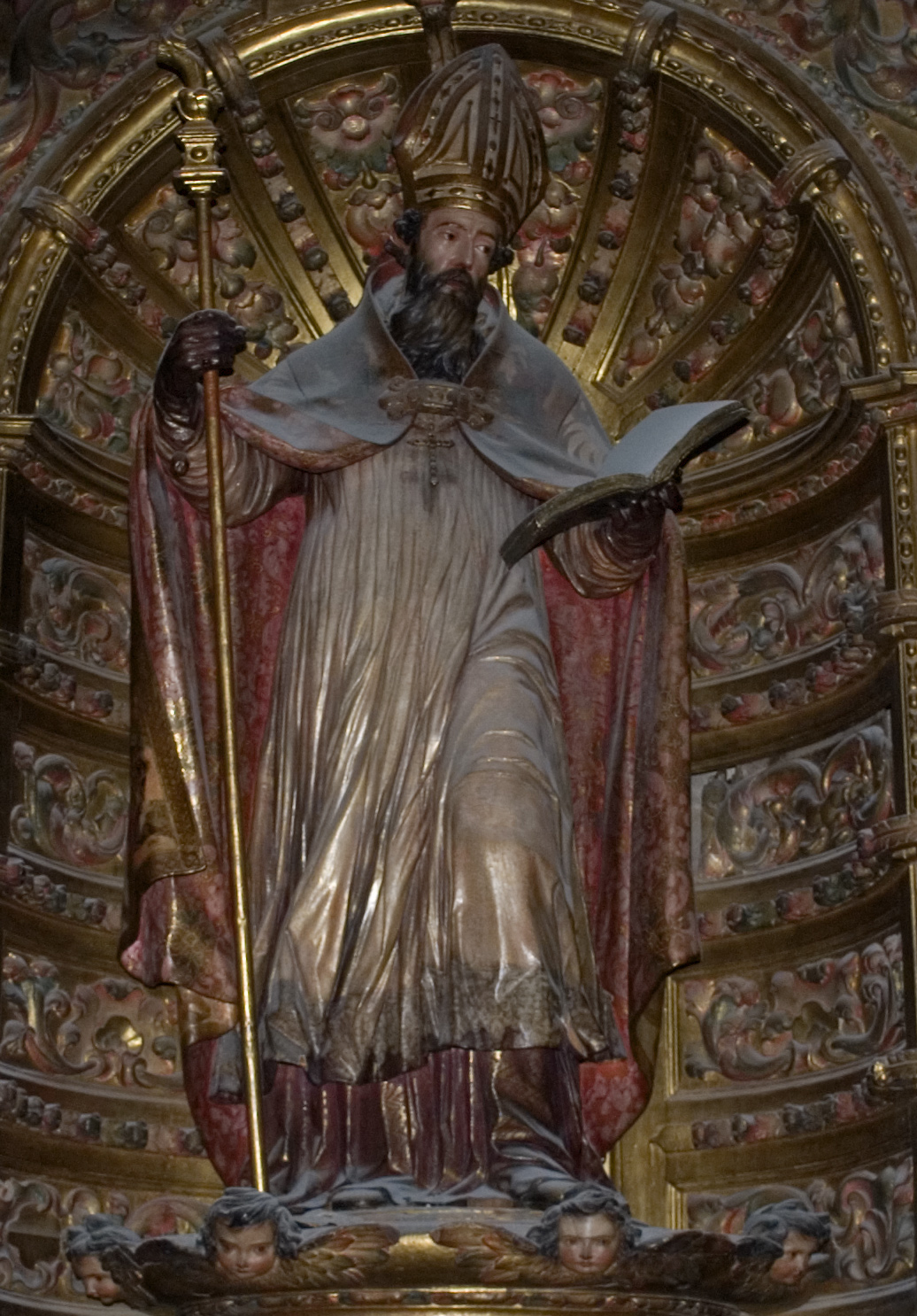
Sant Leandre al retaule de la capella del seu nom

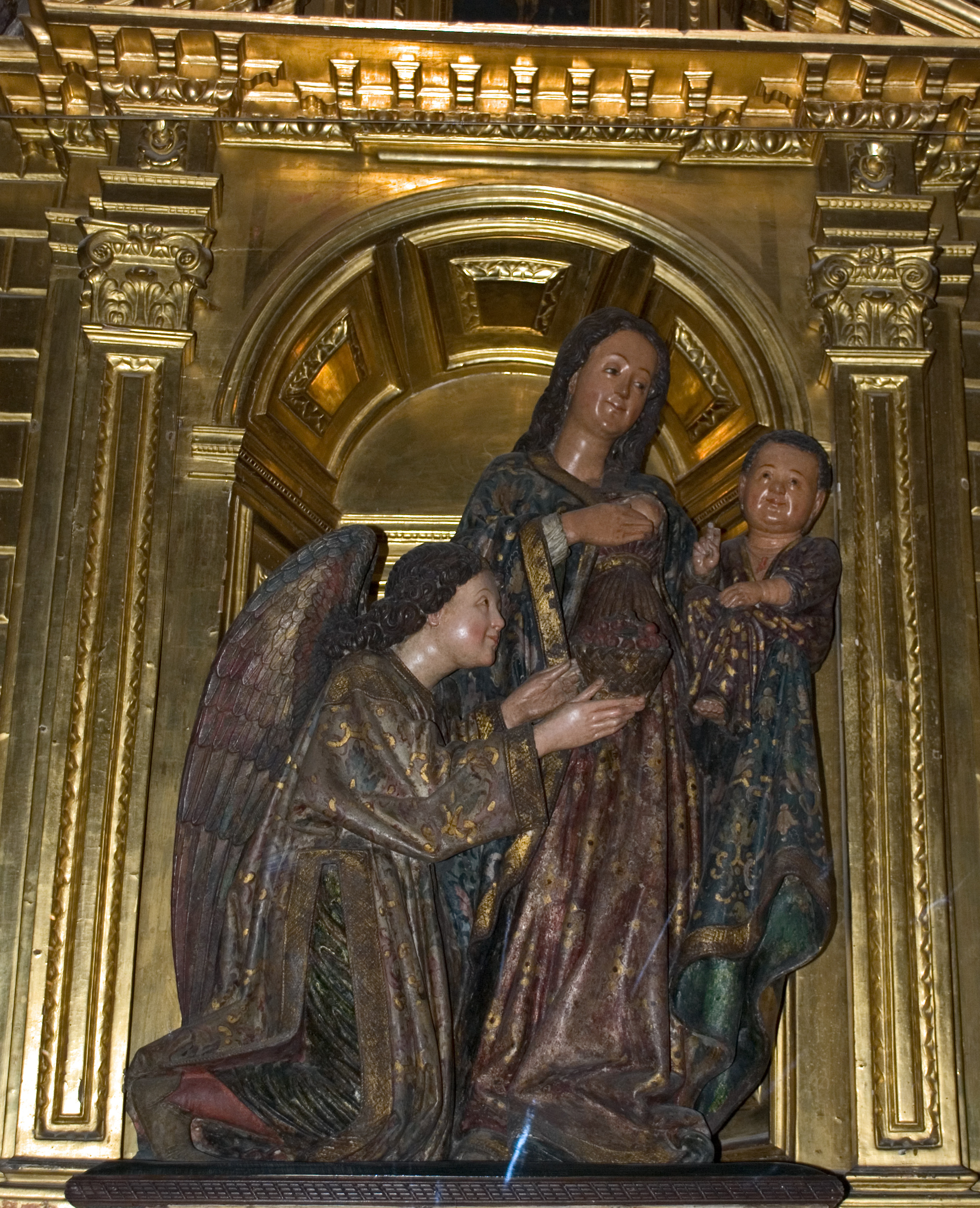
Verge amb el Nen i àngel de pedra per Lorenzo Mercadante de Bretaña

Destaca una magnífica portada barroca en pedra tallada obra de Matías de Figueroa i Diego de Castillejo que va ser realitzada el 1773. A l'interior hi ha un retaule obra de Manuel de Escobar confeccionat el 1730 amb talles de Pedro Duque Cornejo. La figura principal és Sant Leandre flanquejat per Sant Antoni Abat i Sant Fulgenci. A la part superior podem veure la talla de Sant Domènec de Guzmán.

#### Altar de la Visitació
L'any 1566 el pintor Pedro de Villegas va rebre l'encàrrec de realitzar el retaule d'aquesta capella que va ser costejat pel capellà de la catedral Diego de Bolaños el qual apareix representat a la predel·la al costat dels seus familiars.
L'espai central està dedicat a una pintura de la Visitació, és a dir que representa la visita de la Verge Maria embarassada de Jesús a la seva cosina Santa Elisabet que estava alhora embarassada de Sant Joan Baptista. Està flanquejat per les imatges de Sant Blas, El baptisme de Crist, Sant Jaume i Sant Sebastià. Aquest conjunt mostra les clares influències manieristes i flamenques que existeixen a l'obra de Villegas.
Al banc es pot contemplar un relleu de Sant Jeroni datat el 1566 que es considera una de les millors obres de l'escultor Jerónimo Hernández.

#### Altar del Naixement
Al retaule es troben diverses obres del pintor de l'escola sevillana Luís de Vargas que es van realitzar a partir de 1555. L'escena central correspon a l'Adoració dels Pastors, un dels seus millors treballs, de clara influència italiana. Aquesta representació va servir de base per elaborar un vitrall per la casa Mauméjean que està situada a la Capella de Sant Josep d'aquesta catedral. La resta de les pintures corresponen a L'Anunciació, La Presentació, Sant Joan, Sant Lluc, Sant Mateu, Sant Marc i L'Adoració dels Reis.

#### Altres altars
Entre les capelles dels peus del temple es troben diversos altars (Visitació, Nostra Senyora de l'Alcobilla, del Nen Mut, de l'Àngel de la Guarda, del Consol) amb retaules, pintures i escultures d'interès artístic com les pintures de l'Àngel de la Guarda de Murillo o la Verge del Consol d'Alonso Miguel de Tovar i les escultures com la de la Verge amb el Nen i àngel de pedra policromada realitzada per Lorenzo Mercadante de Bretaña o l'executada per un deixeble de Martínez Montañes d'una talla del Nen Jesus.

#### Capella de Sant Isidor
En el seu interior es troba un retaule realitzat per Bernardo Simón de Pineda amb escultures d'autor desconegut que representen Sant Isidor, Sant Leandre, Sant Francesc i Sant Dídac d'Alcala. La reixa exterior va ser realitzada a Anvers el 1660.

### Capelles del costat de l'Evangeli

#### Capella de Sant Laureà
Aquesta capella va ser la primera part de la catedral que es va construir. Conté el sepulcre de l'arquebisbe Alonso de Egea que va ser enterrat el 1417 i el del Cardenal Joaquín Lluch y Garriga mort el 1882.
El retaule dedicat a Sant Laureà és d'autor desconegut. Consta de dos cossos, a la fornícula central es representa a Sant Laureà vestit de bisbe amb un ganivet a la mà que simbolitza el seu martiri, a la seva dreta es representa al Sant pregant i a l'esquerra l'aparició de l'àngel que li va indicar que partís de Sevilla. A la part superior es troba el martiri de Sant Laureà flanquejat per àngels emmarcats en columnes salomòniques.
Les voltes de la capella van ser en el seu moment decorades per Lucas Valdés, però aquestes pintures es van perdre. Actualment es poden veure però, cinc quadres de Matías de Arteaga y Alfaro realitzades entre 1700 i 1702 que representen les següents escenes:
- La resurrecció d'un jove a Marsella per intervenció de Sant Laureà.
- Sant Laureà a Roma davant el Papa Virgili.
- La curació d'un malalt a Roma per la intervenció de Sant Laureà.
- El martiri de Sant Laureà.
- El lliurament del cap de Sant Laureà al clergat de Sevilla.[28]

#### Capella de Santa Anna o del Crist de Maracaibo
Es contempla un esplèndid retaule pictòric realitzat el 1504 i dedicat a Sant Bartomeu. És d'autor desconegut, encara que una anàlisi detallada de les seves característiques ha determinat que el treball és obra de dos artistes diferents, que no ha estat possible identificar.
Al banc del retaule apareixen diferents escenes de la passió de Crist, Flagel·lació, Camí del Calvari, Crucifixió, Descendiment i La pietat. Al primer cos hi ha pintures de diversos sants que corresponen a Sant Jaume el Major, Sant Blas, Sant Bartomeu, Sant Nicolau i Sant Sebastià. El segon cos està dedicat a Maria; hi són representats Sant Joan Baptista, Santa Anna, La Mare de Déu amb el nen, Santa Marta i Sant Miquel Arcàngel.
Un altre element destacable d'aquesta capella és la imatge pintada sobre fusta del Crist de Maracaibo, realitzada el 1560 i atribuïda a Pedro de Villega Marmolejo. Modernament es va integrar en un retaule realitzat per Joaquín Bilbao el 1919.
Al mur dret està el sepulcre de qui fos arquebisbe de Sevilla i Cardenal, Luis de La Lastra y Cuesta, esculpit per Ricardo Bellver el 1880.

#### Capella de Sant Josep
L'altar neoclàssic que presideix aquesta capella va ser dissenyat per l'arquitecte Juan Pedro Arnal i construït entre 1785 i 1800. L'escultura principal que representa a Sant Josep és obra de José Esteve i les restants van ser realitzades per Alfonso Giraldo Bergaz.
Al mur de la dreta es troba el sepulcre del Cardenal Manuel Joaquín Tarancón y Morón, arquebisbe de Sevilla entre 1857 i 1862.
Entre els quadres que adornen els murs es pot destacar El Sopar del rei Baltasar, obra del pintor flamenc Frans Francken el Jove.

#### Capella de Sant Hermenegild

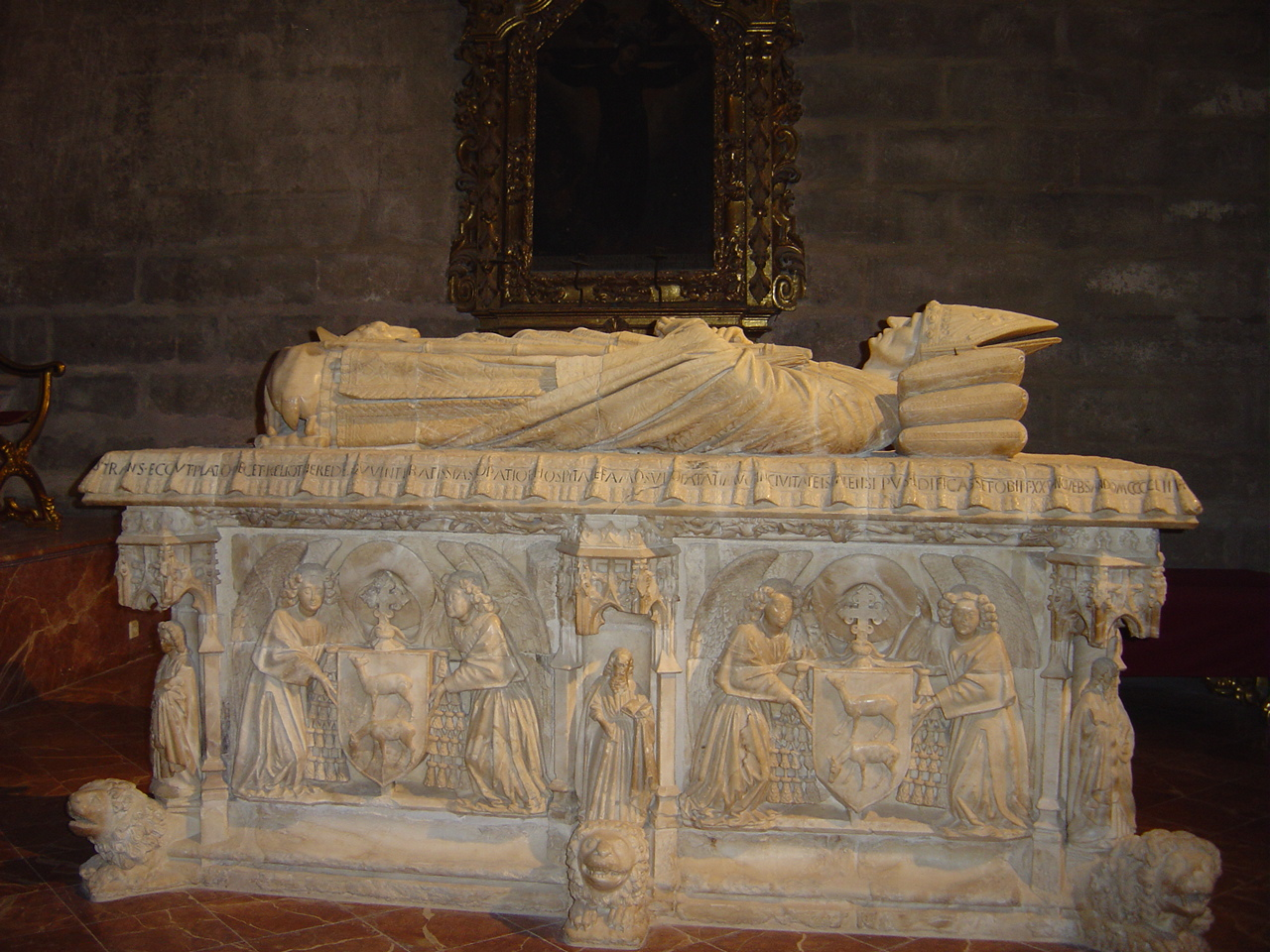
Sepulcre del cardenal Juan de Cervantes

Aquest va ser el lloc escollit pel cardenal Juan de Cervantes per descansar eternament. El cardenal Cervantes va néixer a Lora del Río, (Sevilla), l'any 1382 i va ser bisbe de la ciutat durant cinc anys, des del 1449 fins al 25 de novembre de 1453. Lorenzo Mercadante de Bretaña va llaurar el 1458 el magnífic sepulcre gòtic realitzat d'alabastre blanc i va estampar la seva signatura «Lorenzo Mercadante de Bretanya entallà aquesta silueta». A la part frontal destaca l'escut d'armes del cardenal sostingut per àngels, a dalt l'estàtua jacent d'un enorme realisme sobre un cadafal.
Dins de la capella existeix també un retaule realitzat per Manuel García de Santiago cap a 1750, presidit per una imatge de Sant Hermenegil tallada per Bartolomé García de Santiago.

#### Capella de la Verge de l'Antiga

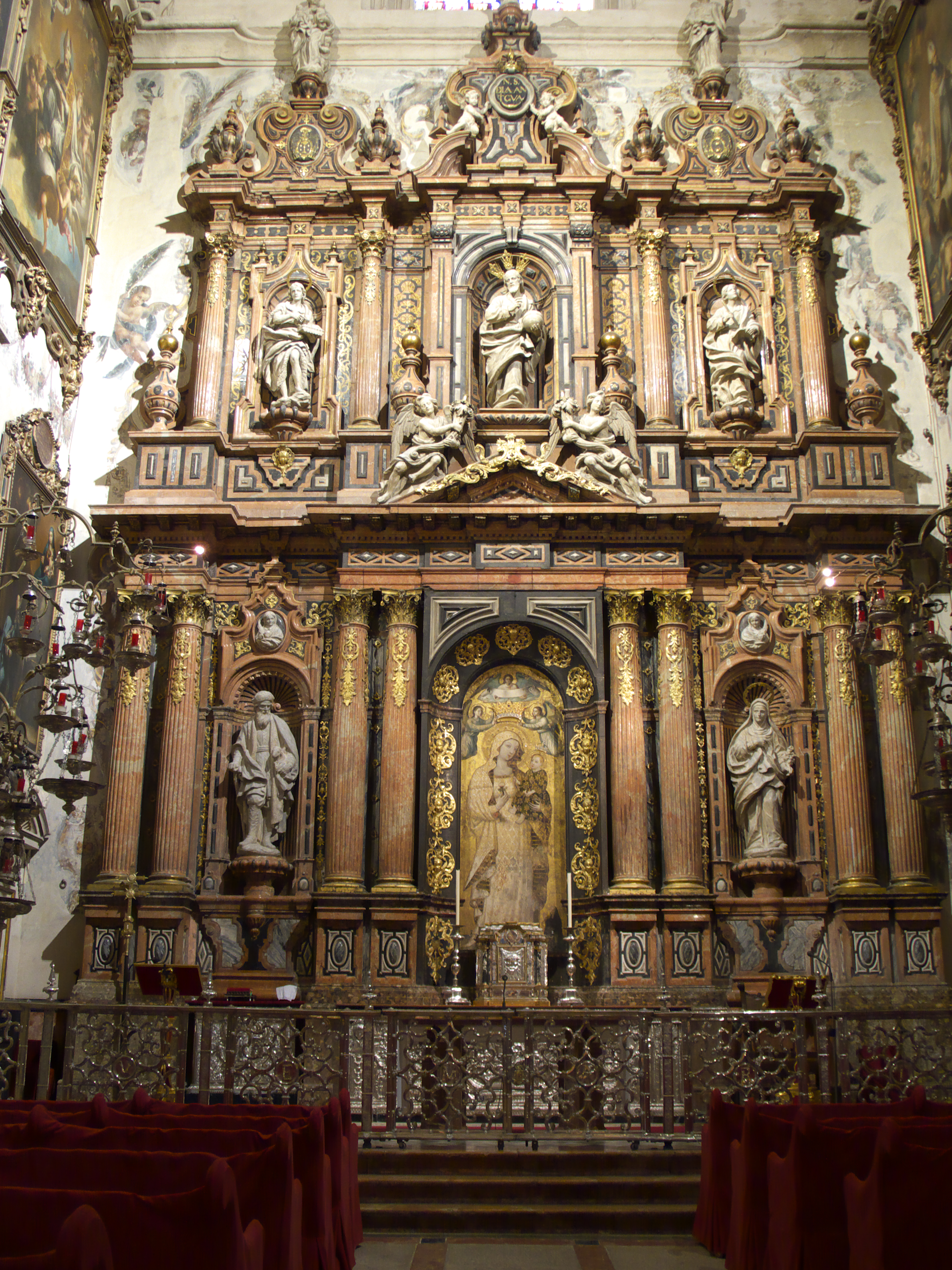
Retaule de la Verge de l'Antiga

Segons la llegenda, abans de la conquesta de Sevilla pels cristians, un àngel va conduir el Rei Sant Ferran a l'interior de la mesquita principal de la ciutat, on darrere un mur que es va fer transparent, va poder veure la imatge de la Verge de l'Antiga que romania allà, oculta des de feia segles. Pocs dies més tard es van rendir les forces musulmanes i Sant Ferran va entrar triomfant a la ciutat el 22 de desembre de 1248.
La capella actual està presidida per un retaule en el centre del qual hi ha una imatge pintada al fresc de la Verge de l'Antiga, realitzada segons els historiadors al segle xv, sobre un mur de l'antiga mesquita que ocupava l'espai de l'actual catedral. La Verge sosté al seu fill amb la mà esquerra i amb la dreta una rosa, mentre que el Nen subjecta un ocell. Sobre el seu cap dos àngels mantenen a l'aire una corona que va ser realitzada el 1929 amb motiu de la coronació canònica de la imatge i més amunt un altre àngel mostra la inscripció Ecce Maria venit. El retaule està realitzat de marbre i les diferents escultures que posseeix dintre de fornícules estan tallades per Pedro Duque Cornejo.
Al mur esquerre podem contemplar el sepulcre del cardenal Diego Hurtado de Mendoza y Quiñones que va ser confeccionat a Itàlia per Domenico Fancelli el 1510. Al mur dret la sepultura de l'arquebisbe Luis de Salcedo y Azcona, obra esculpida per Duque Cornejo entre 1738 i 1740. Un altre element destacat són els nombrosos llums de plata del segle xviii que adornen la capella.

#### Braç sud del creuer
En aquest costat del creuer es troben els retaules de la Pietat i de la Concepció amb una pintura de Luis de Vargas de 1561. En un dels seus murs hi ha una gran pintura representant a Sant Cristòfol del pintor italià Mateo Pérez de Alesio de 1584. En aquesta part es troba també el gran monument funerari de Cristòfol Colom realitzat per Arturo Mélida a la fi del segle xix per a la catedral de l'Havana i finalment col·locat a la de Sevilla el 1902.

#### Capella dels Dolors

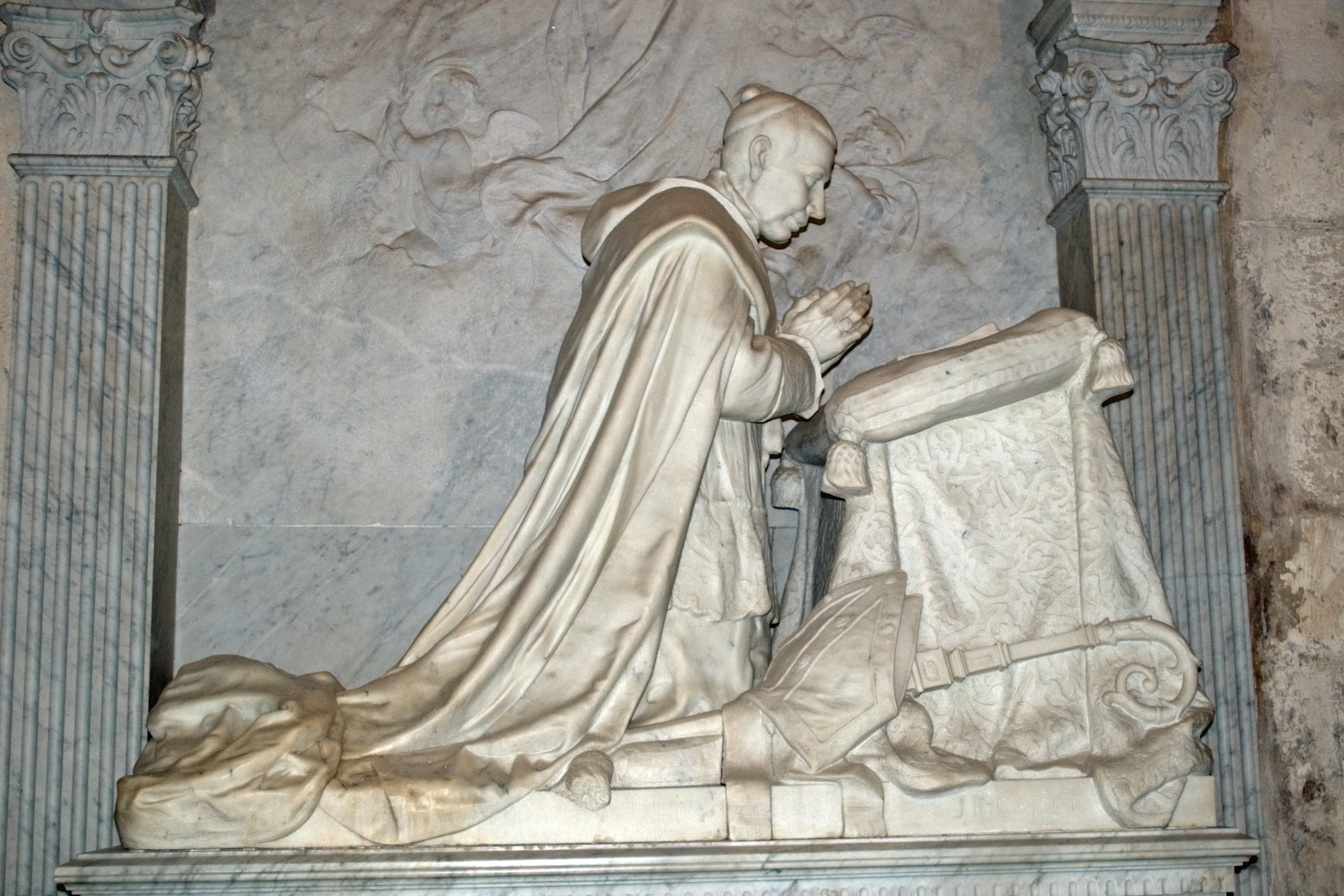
Sepulcre del cardenal Marcelo Spínola per Joaquín Bilbao

A través d'aquesta capella s'accedeix a la Sagristia dels Calzes. Dins dels seus elements artístics destaca una imatge de la Mare de Déu dels Dolors situada al banc del retaule, una obra realitzada per Pedro de Mena el 1670.
Al mur frontal es troba el sepulcre de qui fos arquebisbe de Sevilla i cardenal Marcelo Spínola, el qual està representat en actitud d'oració. Va ser esculpit per Joaquín Bilbao el 1906. A la part superior podem admirar una superba pintura de Juan de Valdés Leal, es tracta d'Els Esposoris de la Verge i Sant Josep datada el 1657.
Altres quadres d'interès que adornen aquesta capella són La Negació de Sant Pere i L'Enterrament de Crist, obres franceses anònimes del segle xvii i Jacob beneint els seus fills, pintura flamenca també del segle xvii atribuïda a Pieter van Lint.

#### Capella de Sant Andreu

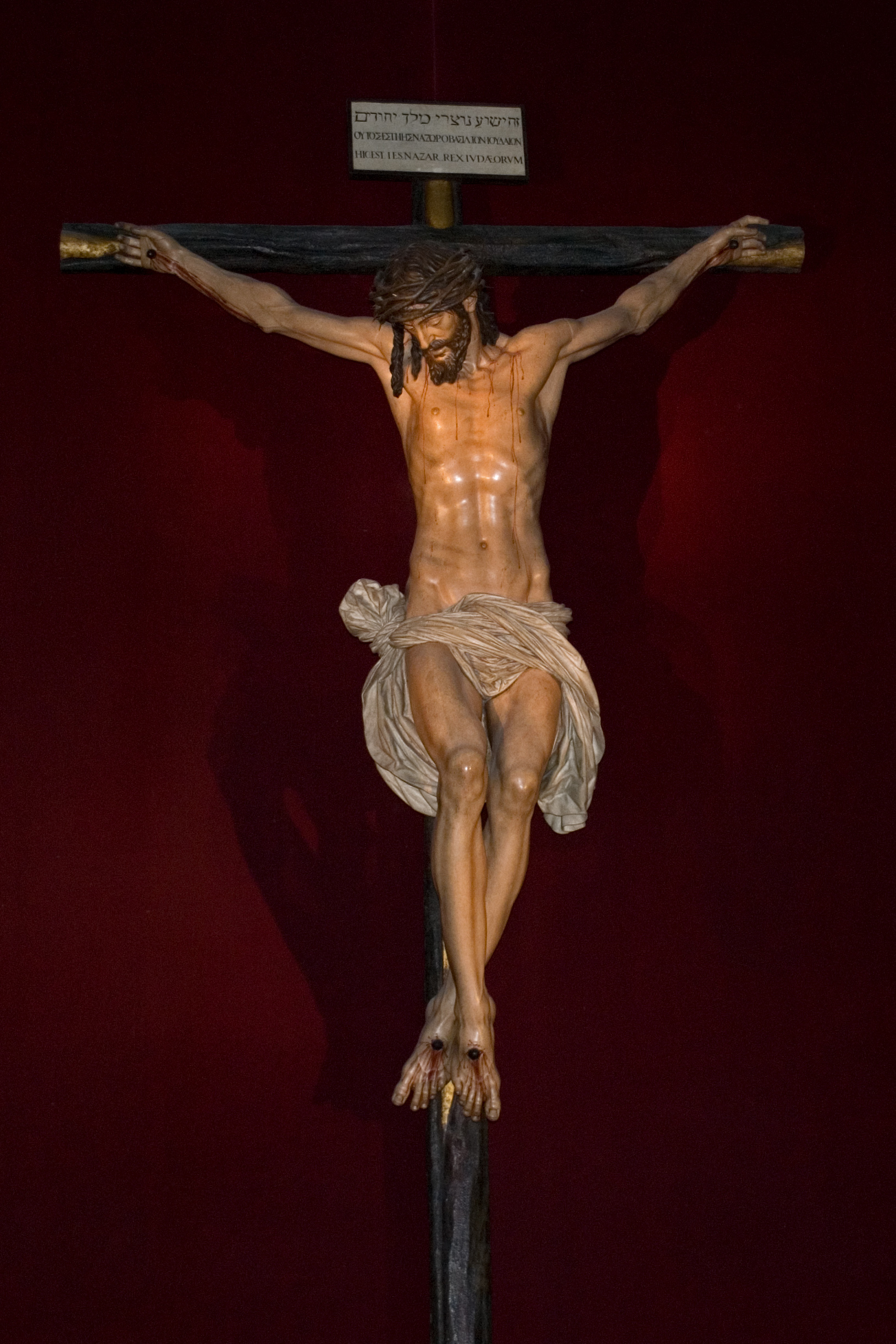
Crist de la Clemència de Juan Martínez Montañéz

L'element artístic més important d'aquest espai és sens dubte el Crist de la Clemència (1603) de Juan Martínez Montañés, també anomenat Crist dels Calzes pel lloc de la catedral en el qual abans es trobava des del 1836, es va traslladar a aquesta capella el 1992 per obres de remodelatge de la capella dels Calzes. És una obra cabdal de l'escultura barroca. Es tracta d'un santcrist que inspira una enorme serenitat. Té la particularitat d'estar unit a la creu amb quatre claus en comptes dels tres habituals.
A la dreta es troben quatre sepulcres gòtics de gran antiguitat que van ser realitzats prop de 1400 possiblement al taller toledà de l'escultor Ferrán González. En ells estan enterrats el senyor Álvaro Pérez de Guzmán, el seu pare, la seva esposa Elvira d'Ayala i el seu fill.
També estan exposats dos quadres de gran interès atribuïts a Lucas Jordán que van ser pintats prop de 1700. El primer representa El trasllat de l'Arca de l'Aliança i el segon El càntic de la profètica Maria, és a dir l'escena en què la germana de Moisès canta acompanyada d'altres dones israelianes en acció de gràcies per haver pogut travessar el Mar Roig. A la part superior està col·locada una còpia del Martiri de Sant Andreu de Juan de Roelas, l'original es troba al Museu de Belles Arts de Sevilla.

#### Capella del Mariscal
Aquesta capella deu el seu nom al seu patró, Diego Caballero, ric mercader i armador, mariscal de l'Illa de l'Espanyola des del 1536, el qual va lliurar al Capítol de la catedral de Sevilla el 1553 la important suma de 26.000 morabatins per fundar una capellania i construir el retaule pictòric, sens dubte una joia de l'art renaixentista.
El retaule és obra del pintor Pedro de Campaña, que va comptar amb la col·laboració de l'entallador Pedro de Becerril per a la imatgeria i arquitectura i del pintor Antonio Alfíán per a la policromia de l'estructura arquitectònica. El treball es va començar el 1555 i es va prolongar al llarg de 8 mesos.

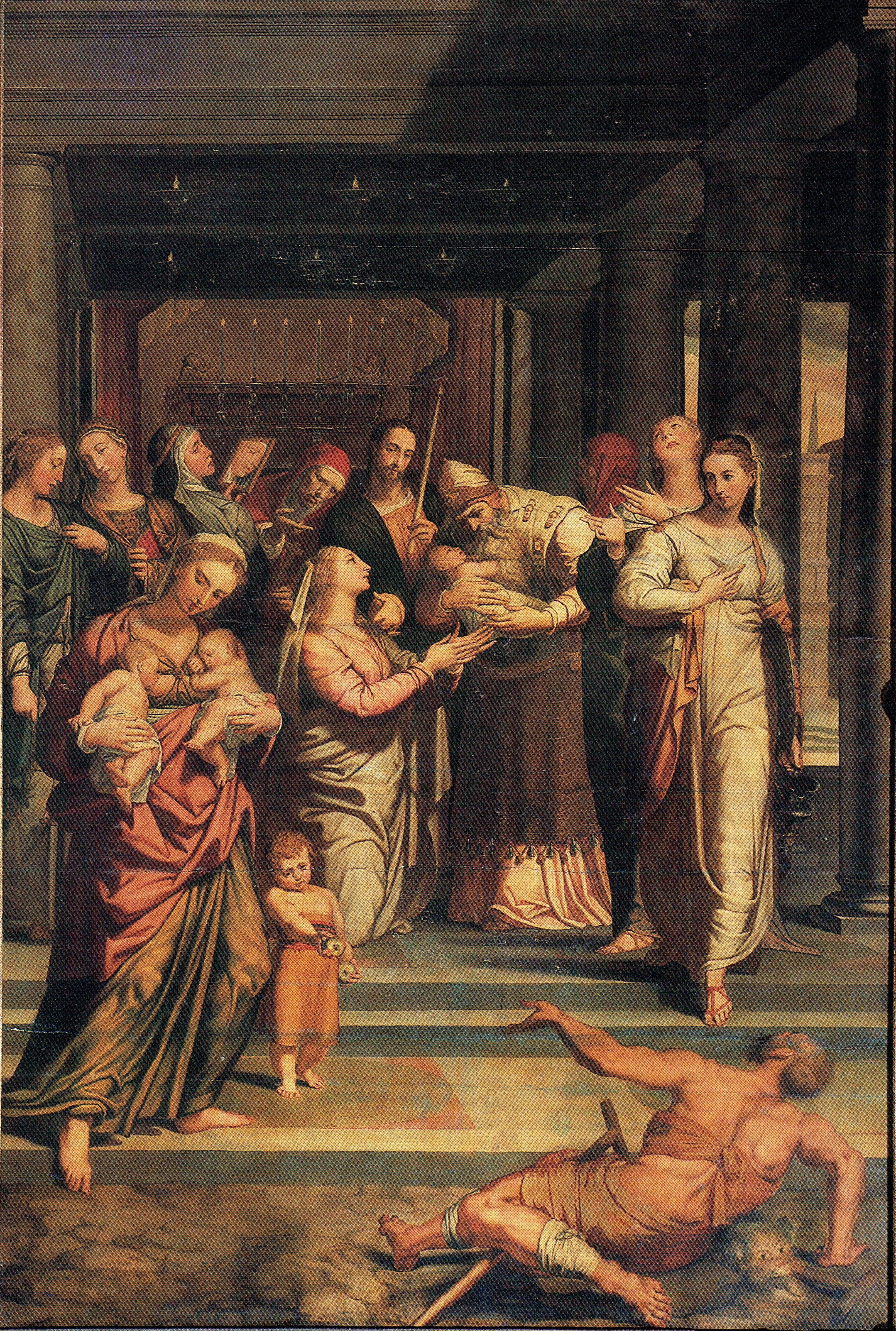
La Purificació de la Verge part central del retaule de Pedro de Campaña

Consta en total de 10 taules distribuïdes de la següent forma:
Al banc o part inferior, a l'esquerra els retrats de Diego Caballero, el seu fill i el seu germà el senyor Alonso, en el centre Jesús entre els doctors, a la dreta retrats de Leonor de Cabrera (esposa del senyor Diego) i la seva germana Mencia (esposa del senyor Alfonso) amb les seves filles.
Al cos principal la taula central és La Purificació de la Verge, a la seva dreta Sant Domènec i Santiago en la batalla de Clavijo i a la seva esquerra La imposició de la casulla a Sant Ildefons i L'estigmatització de Sant Francesc. A l'àtic La Resurrecció i més amunt al coronament final El calvari.
La taula principal, com ja s'ha comentat, correspon a la Purificació de la Verge. Aquesta escena relatada a l'evangeli de Sant Lluc també és coneguda com la Presentació de Jesús al Temple. Segons la llei mosaica tots els jueus havien de consagrar els seus fills al temple, però la partera es considerava impura i només se li permetia l'entrada a la Casa de Déu 40 dies després del part, per això aquesta festivitat se celebra 40 dies després del 25 de desembre, és a dir el 2 de febrer.
La taula té unes dimensions de 330 per 240 cm i està inspirada segons alguns autors en un gravat d'Albert Dürer. En primer pla apareix un invàlid a terra que estén el seu braç mentre que un nen li ofereix una fruita, darrere la Verge i Simeó amb el nen en braços. Una sèrie de figures femenines embolcallen l'escena, cada una d'elles és una al·legoria de les diferents virtuts de la Verge. En primer pla La Caritat amb dos nens en els seus braços, darrere La Temprança amb una gerra, La Justícia amb una balança, La Fortalesa amb el cap d'un lleó en un fermall, La Prudència amb un mirall, La Fe amb una creu a la mà i L'Esperança que té el cap inclinat cap amunt.

## Vitralls
La catedral té una gran col·lecció composta per més de vuitanta vitralls, pertanyents des del segle xiv fins al segle xx. Entre els artistes més destacats es troben de l'època gòtica: Arnao de Flandes, Arnao de Vergara i Enrique Alemán i del renaixement destaca Vicente Menardo.

### Segle XV
D'Enrique Alemán es compten 17 vitralls repartits per la catedral. Com era normal a l'època gòtica, totes aquestes vidrieres consten de quatre carrers cada una, on està representada en cada un d'aquests carrers una imatge. A la capella de Sant Laureà: la que representa a Santa Caterina, Santa Maria Magdalena, Santa Marta i Santa Mararida (1485); capella de Sant Hermenegild: sobre la reixa d'entrada la que representa els Quatre bisbes (1479); a la capella de Sant Josep: representa Sant Gregori, Sant Agustí, Sant Ambròs i Sant Jeroni (1479); capella de Santa Anna: sobre la reixa, representant a Santa Agueda, Santa Llúcia, Santa Cecilia i Santa Agnès (1478); capella de Sant Antoni: sobre la reixa els Quatre evangelistes (1478); a la capella de Scalas: els apòstols Sant Judes Tadeu, Sant Jaume el Menor, Sant Felip i Sant Jaume el Major (1475); a la capella de Santiago: Santa Justa, Santa Rufina, Sant Jaume el Major i Santa Bárbara (1475); a la capella de Sant Francesc: Sant Antoni de Pàdua, Sant Bernardí de Siena, Sant Francesc d'Asís i Sant Lluís de Tolosa (1475).

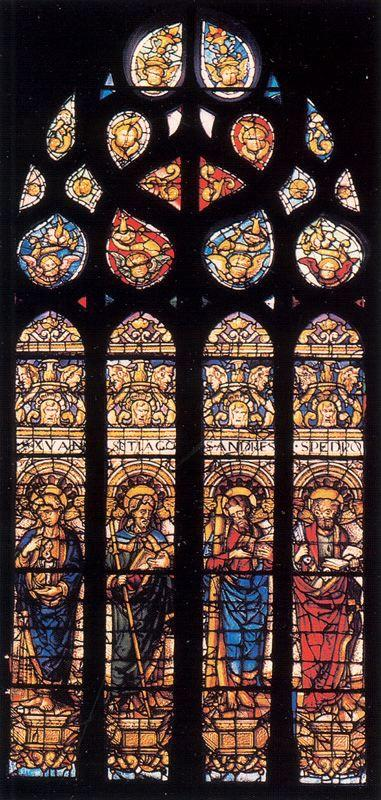
Sant Joan, Sant Jaume, Sant Andreu i Sant Pere per Arnao de Flandes
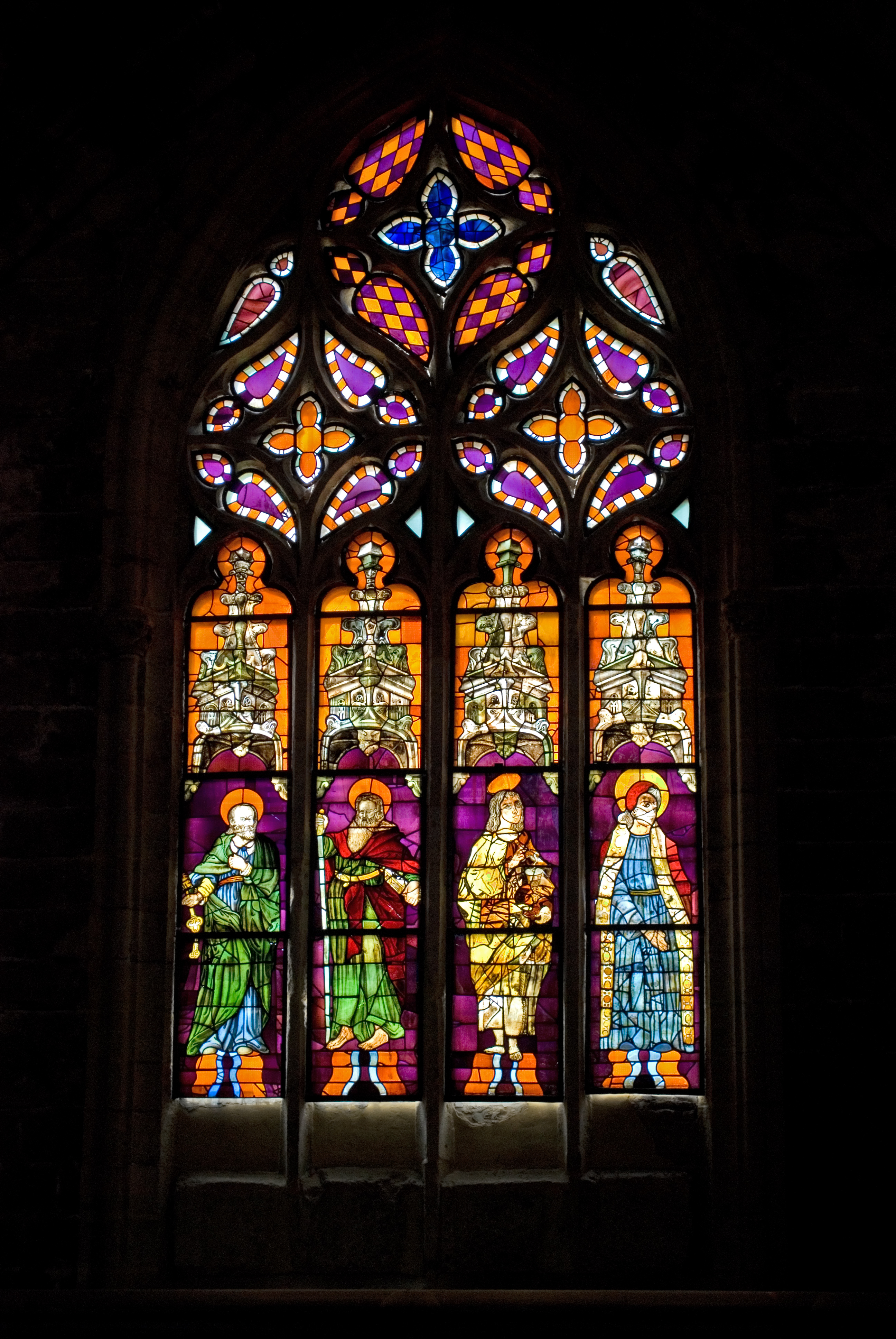
Vitrall de la catedral amb quatre sants
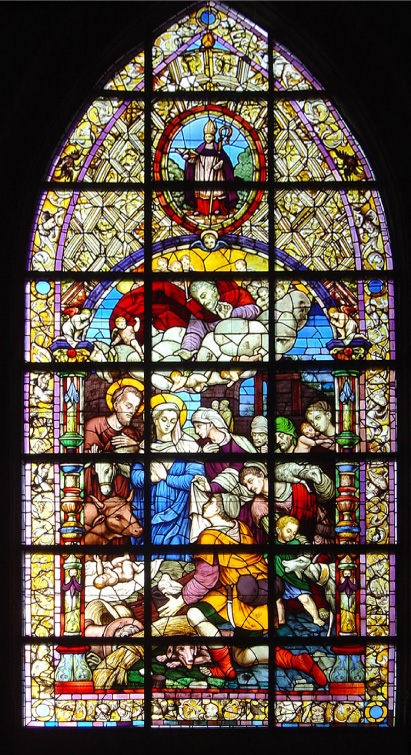
Adoració dels pastors vitrall fet per la casa Maumejean als anys trenta del segle xx

### Segle XVI
De l'artista Arnao de Flandes n'hi ha un total de 29 vitralls, entre ells es troben a la Sagristia major: L'Expulsió dels mercaders del temple (1556); a la capella de la Verge del Pilar: L'entrada de Crist a Jerusalem i La Caritat (1552); a la capella dels evangelistes: La resurrecció de Llàtzer i El naixement de Crist (1553); a l'interior de la capella de Sant Francesc: la de Sant Francesc rebent els estigmes (1554); a la capella de Sant Andreu: sobre la reixa que tanca la capella es troba una amb el tema del Sant Sopar (1555); a la capella dels Dolors: una que representa el Lavatori dels peus (1555); a l'interior de la capella del Mariscal: Els Esposoris de la Verge i Sant Josep (1556); sobre la portada de Campanillas: la de Sant Cristòfol (1546); a la capella de la Concepció Gran: en el seu interior la del Martiri de Sant Pau (1550); a la capella reial: Els evangelistes (1541) i Crist amb la creu a coll (1551) i sobre la porta de Palos: Sant Sebastià (1535).
A la capella de les Donzelles, es conserva un vitrall d'Arnao de Vergara representant L'Assumpció de la Verge, a la seva part superior i a la part inferior La Verge de la Misericòrdia protegint les donzelles, realitzada l'any 1543.

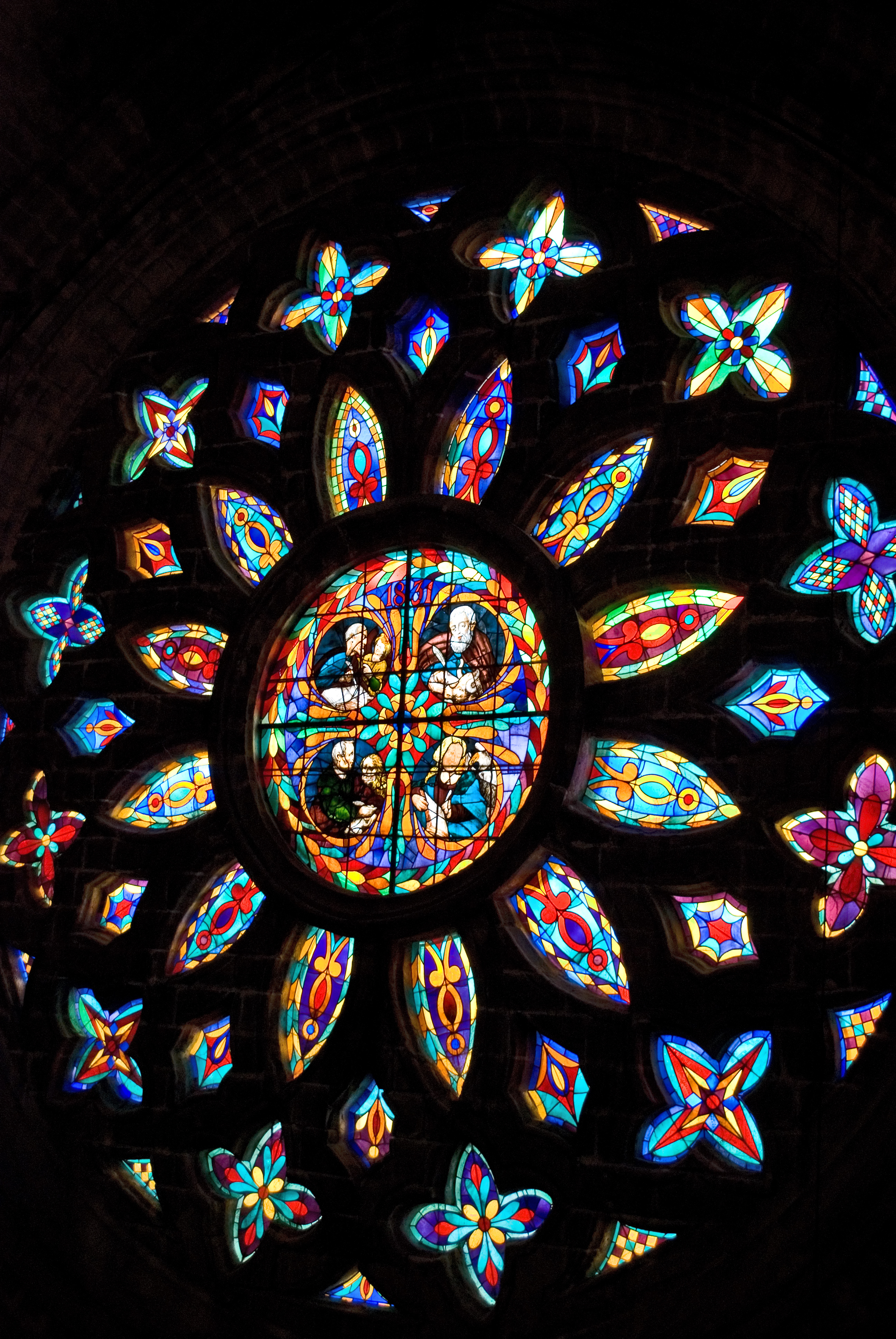
Rosassa dels Quatre evangelistes per Vicente Menardo (1557)

Vicente Menardo és l'autor de la rosassa realitzada el 1557 representant els Quatre evangelistes i de les portes laterals, també dels de la façana principal, amb les imatges de L'Anunciació (1566) i La Visitació (1568). D'aquest mateix artista, es troben les vidrieres de l'interior de la capella de Sant Laureà amb les imatges de Sant Isidor, Sant Laureà i Sant Leandre (1572). A la capella Reial n'hi ha dos, també de l'any 1574. Sobre l'altar del Naixement té una altra amb el tema de L'Anunciació (1566). En resum hi ha set vitralls de Vicente Menardo.
De finals del segle xvi i realitzades per Mateo Martínez són les que corresponen a la sala capitular per a la il·luminació de la cúpula, tenen forma rodona amb un diàmetre de metre i mig i amb la representació de l'escut del capítol catedralici sobre fons transparent.

### Segles XVII i XVIII
La realitzada per Juan Bautista de León per a l'interior de la capella de Sant Antoni està datada de l'any 1685. Del segle xviii són les que corresponen a les capelles de Sant Pere, una de la capella de la Concepció Gran i una altra de l'interior de la capella de Santa Anna representant la Sagrada Família.

### Segles XIX i XX
Del segle xix són les de l'interior de la capella de Sant Hermenegild (1819) i de la capella de Scalas (1880) realitzada a Múnic amb la representació de la Vinguda de l'Esperit Sant. Entre els anys 1929 i 1932 es van realitzar les de l'interior de les capelles dels Dolors i de Sant Josep, així com la restauració de la resta de la catedral sota la direcció de Murillo Herrera, fundador del Laboratori d'Art de la Universitat de Sevilla.

## Altres dependències

### Vestíbul capitular
Situat també al costat de la sala capitular, s'accedeix a ella per la capella del Mariscal. Va ser dissenyada per Hernán Ruiz II, l'any 1564, la planta és rectangular, amb volta de canó llaurada de pedra amb cassetons i llanterna a la part central. Consta d'un programa iconogràfic amb una sèrie d'escultures clàssiques que representen les virtuts i apareixen una sèrie de relleus, que exemplifiquen les mencionades virtuts com els models de bon comportament que haurien de tenir els canonges per al bon govern de la Catedral.

### Sala capitular

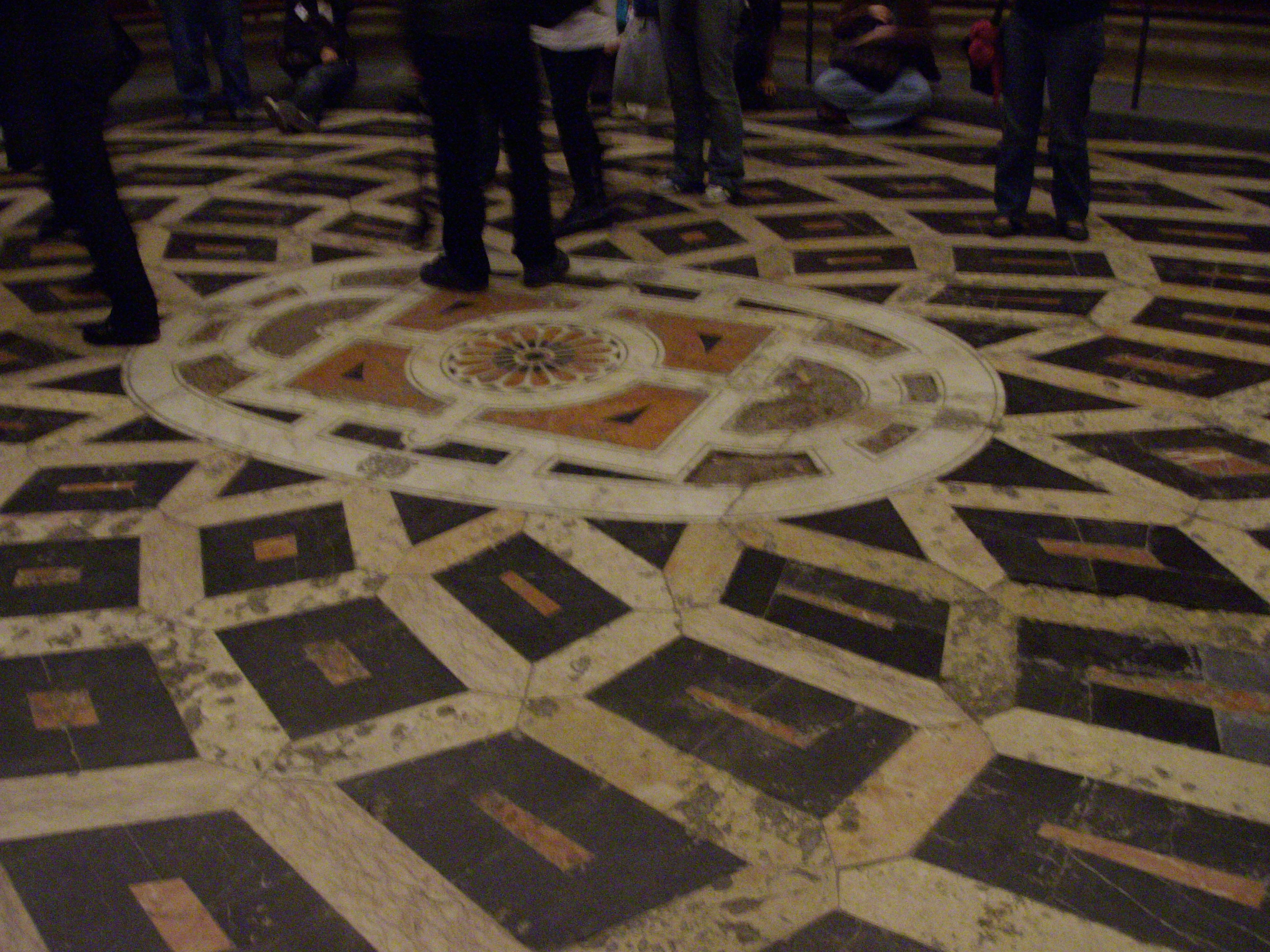
Paviment inspirat al que va dissenyar Miquel Ángel per a la plaça del Capitoli

Hernán Ruiz II va començar l'obra de la sala, encara que va ser finalitzada per Asensio de Maeda el 1592. Presenta com a novetat a l'arquitectura del Renaixement espanyol una planta el·líptica amb el paviment que segueix la mateixa pauta del que va dissenyar Miquel Àngel per a la plaça del Capitoli de Roma.
La sala està decorada amb pintures de Pablo de Céspedes (1592) que representen les cinc virtuts: Justícia, Fe, Esperança, Caritat i Misericòrdia, virtuts que havien de tenir els membres del Capítol, que s'hi reunien. Bartolomé Esteban Murillo va realitzar la decoració de la volta amb una sèrie de pintures a l'oli de forma circular que representen vuit sants sevillans i una gran pintura rectangular de La Immaculada en el centre.

### Sagristia major

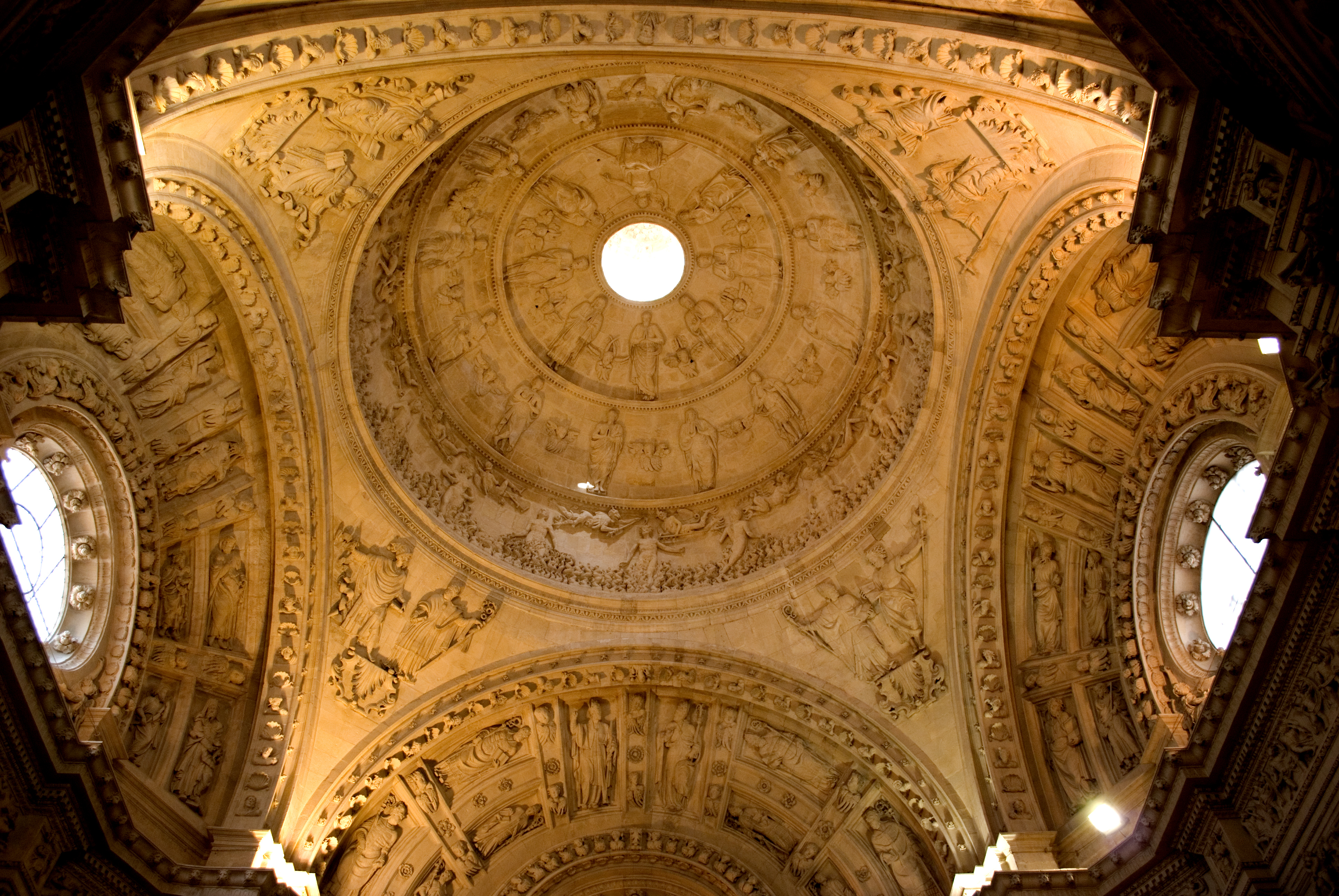
Volta de la sagristia major

Aquesta construcció va ser dissenyada per Diego de Riaño el 1528. Es va apartar d'esquemes tradicionals i amb espais centralitzats que va aconseguir amb una planta de creu grega de braços curts sobre la qual es va construir una cúpula sostinguda per quatre pilars amb petxines, on es representa de manera escultòrica el Judici final en tres anells circulars. Està rematada per un llanternó on penetra la llum exterior que il·lumina la sala junts amb les finestres el·líptiques de les voltes ventades, dels braços que forma la creu grega de la planta, units a la cúpula central.
A la defunció de Riaño el 1534, el va succeir a la direcció de les obres el seu deixeble Martín de Gainza, que les va completar amb diverses aportacions pròpies com els arcbotants exteriors.
A la capçalera es troba el Descendiment de Pedro de Campaña i entre la gran quantitat d'obres d'art que conserva estan les pintures de Luis de Vargas, Luis de Morales, Francisco Herrera el Jove, Francisco de Zurbarán i Bartolomé Esteban Murillo; les escultures de Pedro Roldán, Juan de Mesa i Alonso Martínez; obres d'orfebreria com els busts reliquiaris de Juan Laureano de Pina i la custòdia processional de Juan de Arfe. Són també destacables les Tables alfonsíes del segle xiii regal d'Alfons X el Savi.

### Sagristia dels calzes

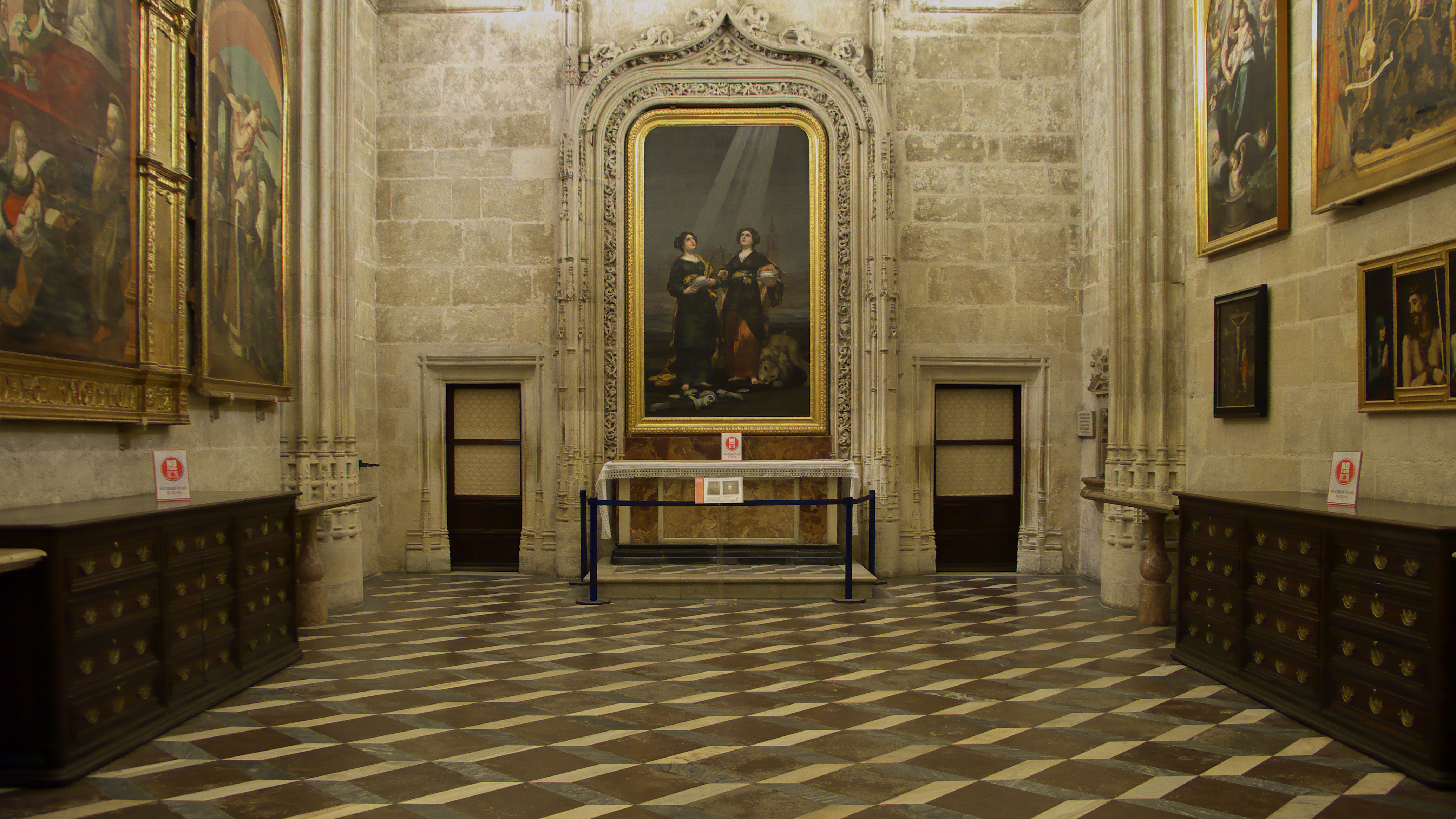
Interior de la sagristia dels calzes, al fons una pintura de Francisco de Goya.

El mestre d'obres de la catedral Alonso Rodríguez va començar la construcció de la sagristia dels calzes el 1509. L'obra va passar per diferents mans i un temps va ser aturada, es va tornar a reprendre el projecte amb un de nou, realitzat per Diego de Riaño, encara que finalment va ser acabat per Martín de Gainza el 1537.
A l'interior es mostra una gran col·lecció de pintures religioses des del segle xv al xix. Entre els artistes destaquen: Juan Sánchez de Castro, Alejo Fernández, Francisco de Zurbarán, Luis Tristán, Mattia Preti, Jacob Jordaens i Francisco de Goya.